# Haliotis

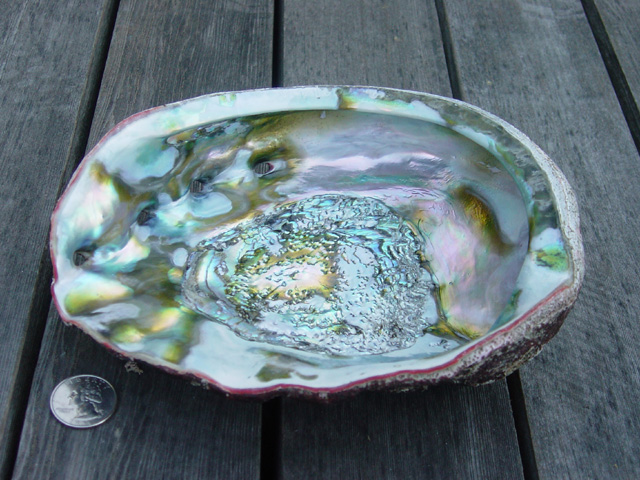
Haliotis fulgens

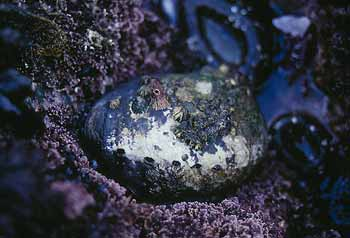
Haliotis cracherodii

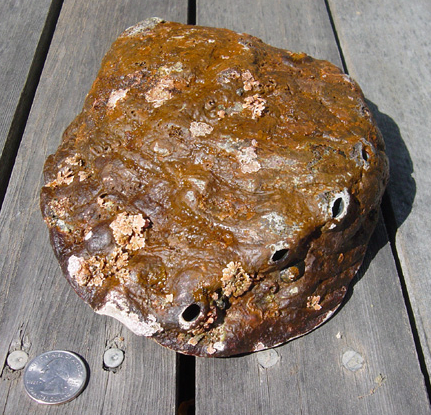
Haliotis rufescens

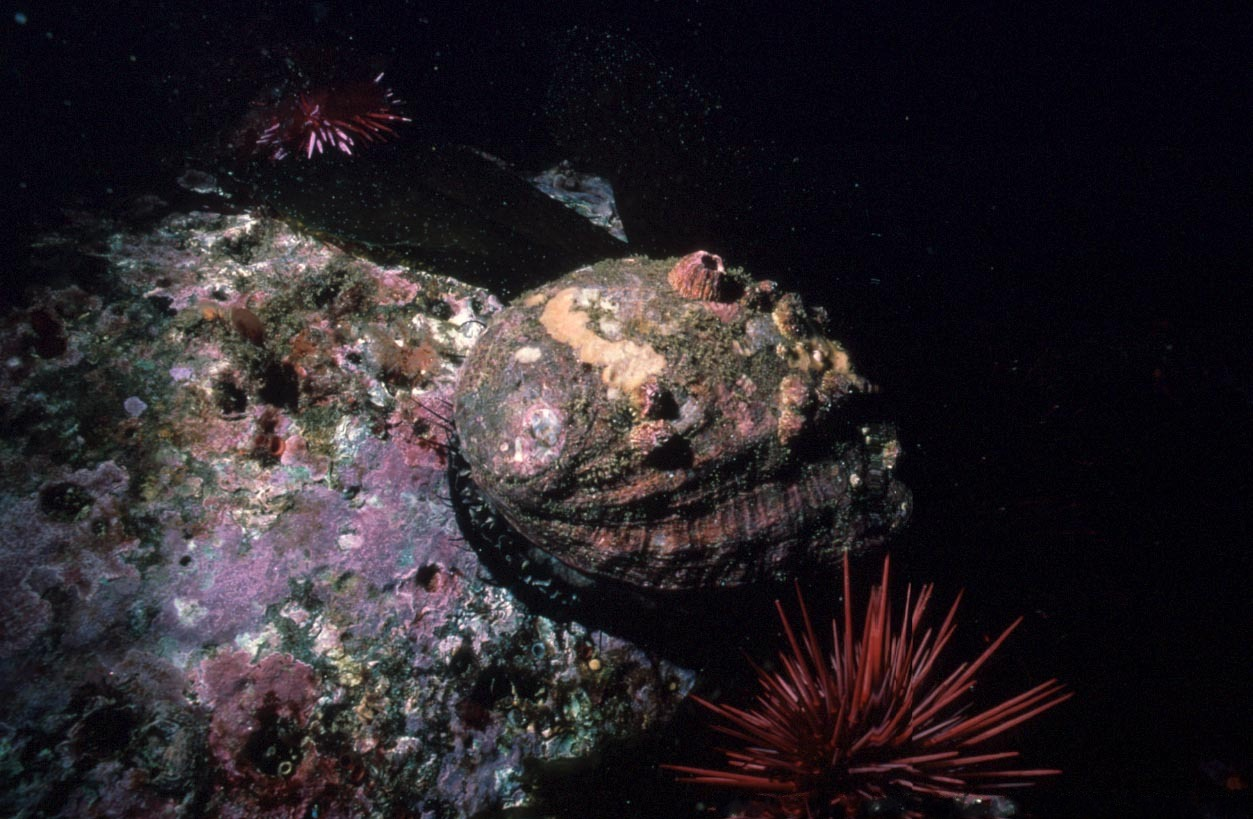
Haliotis corrugata

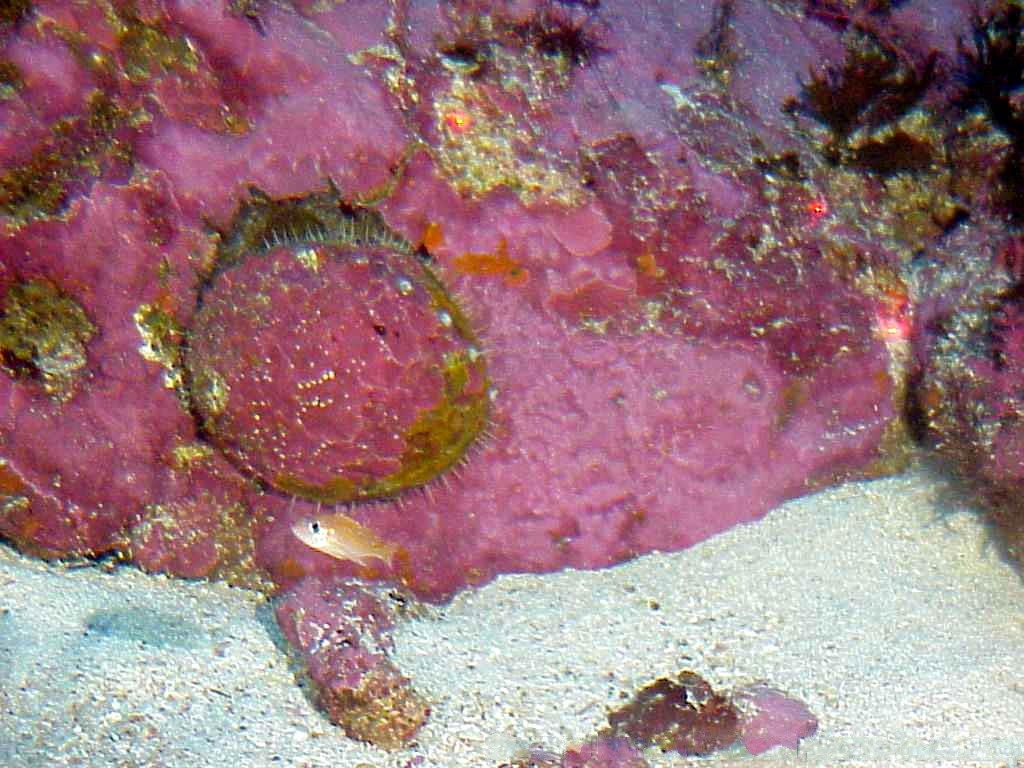
Haliotis sorenseni

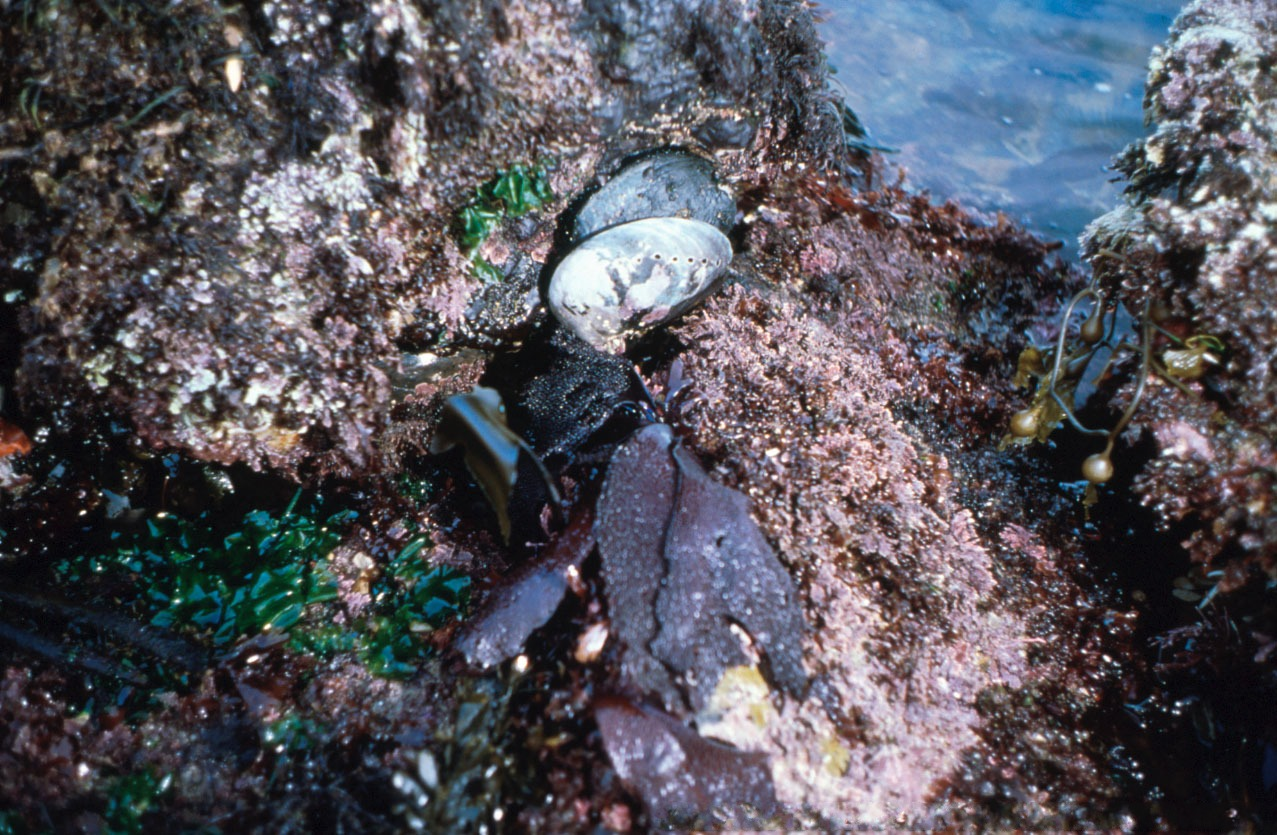
Conchas de Haliotis

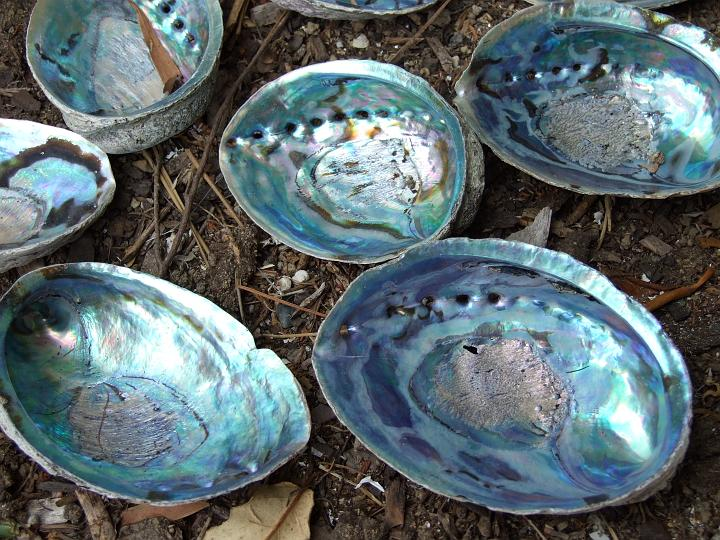
Haliotis iris

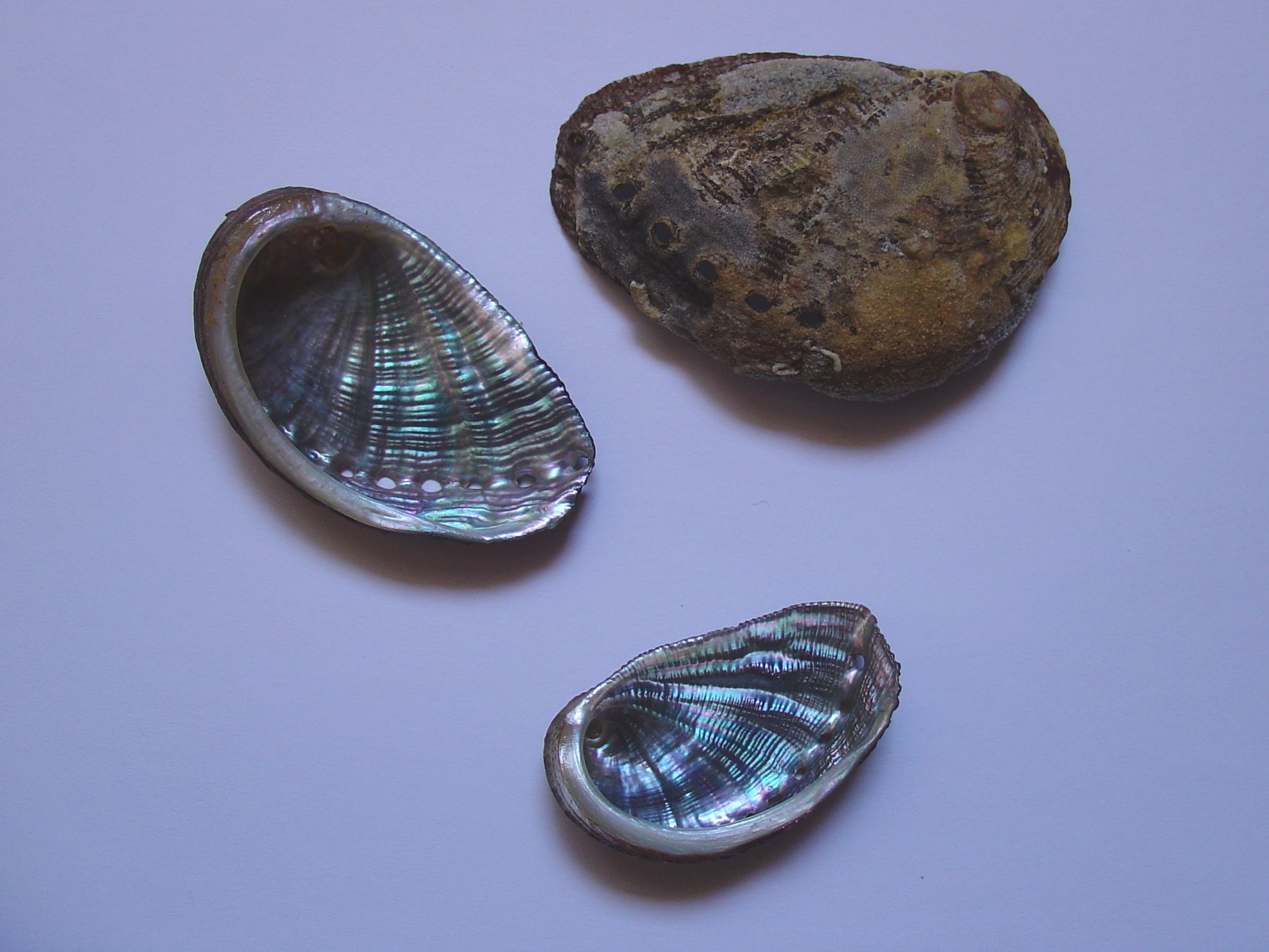
Haliotis lamellosa

Los haliótidos (Haliotidae) son una familia de moluscos gasterópodos con un único género, Haliotis. Son conocidos como orejas de mar y abulones, o con el término inglés de abalone, aunque se les conoce con otros nombres dependiendo del país: orea, señoritas, cribias, manquilinas, seis ojos, oreja de Venus o de fraile, lapa burra y carne de pez. 

## Etimología
La palabra abulón deriva de la palabra Ohlone awlun o aluan. Pasó del castellano al inglés y de vuelta al castellano.

## Taxonomía y sistemática
El género Haliotis fue descrito por Carlos Linneo en 1758 en su obra Systema naturæ y es único en la familia monotípica Haliotidae. El género comprende más de un centenar de especies ampliamente distribuidas por todas las regiones tropicales y subtropicales de los océanos y mares del mundo.

## Morfología general

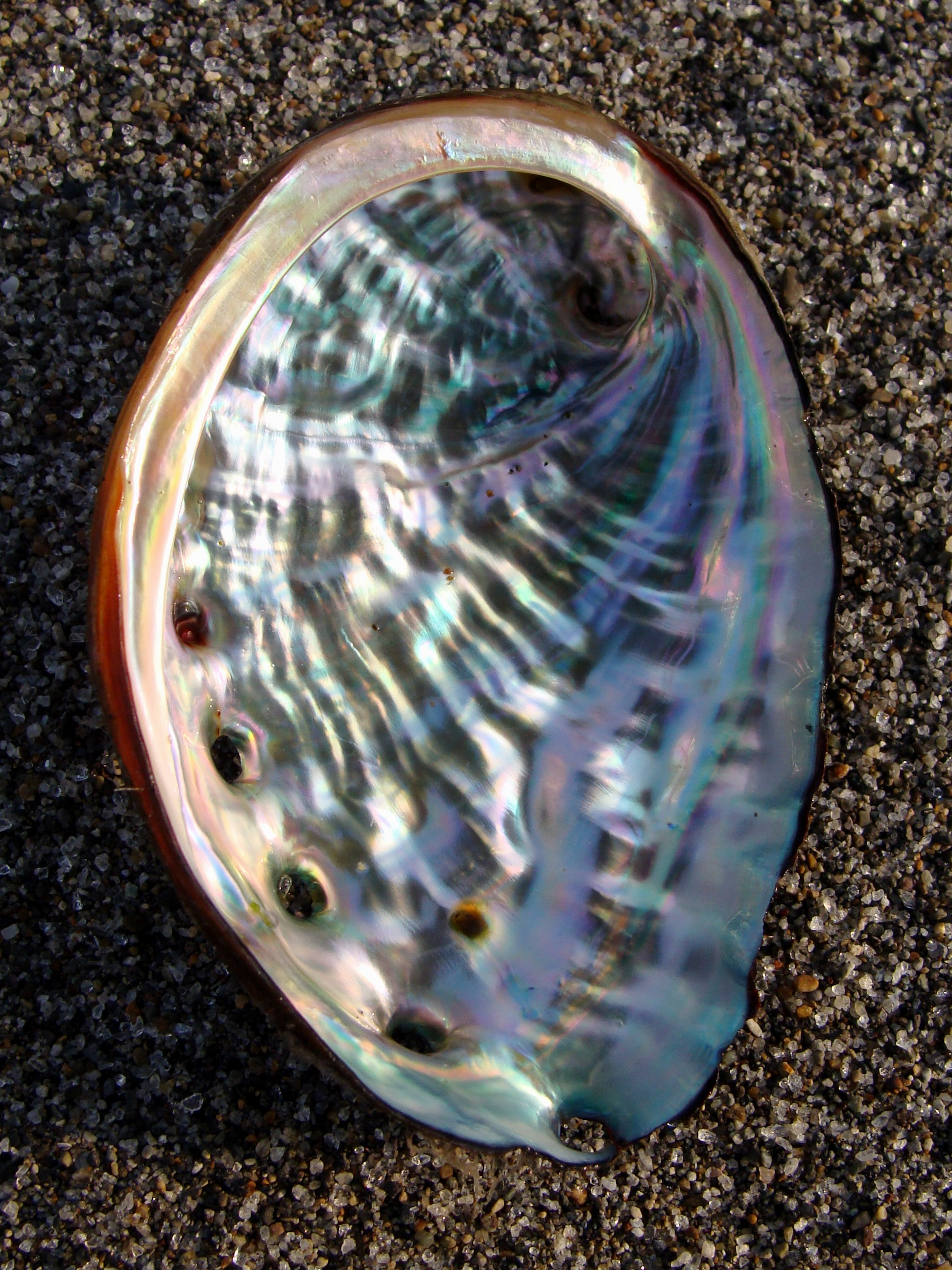
Concha de Haliotis.

Tienen una conchilla larga, plana, de forma ovalada, en una espiral de dos o tres vueltas, la más externa de las cuales les da su característica forma auricular. En el margen anterior muestran cuatro a diez orificios a través de los cuales expulsan en caso de peligro el agua contenida en el interior de la concha, de modo a sujetarse más firmemente a su sustrato. El exterior de la conchilla es rugoso y de color variable; el interior es de nácar irisado y muy vistoso. No muestran opérculo. Se adhieren vigorosamente a las rocas en zonas sublitorales mediante su pie muscular.
El cuerpo de los haliótidos sigue el modelo de todos los moluscos, presenta tres regiones: el pie, la masa visceral y el manto. El pie es un músculo plano de forma oval, provisto de numerosos surcos transversales que permiten la fijación del organismo al sustrato; este músculo es grueso y es esta la parte de consumo humano. La masa visceral contiene los aparatos y sistemas de órganos, es aplanada y ocupa espacio localizado entre pie y la concha. El manto es membranoso y se extiende sobre la masa visceral, cubriendo el borde de los orificios respiratorios y cumple con la función de formación y crecimiento de la concha.

## Biología y ecología
Presentan sexos separados y la producción de las células reproductoras está regulada por algunos factores como son: el grado de madurez de las gónadas del animal y por la temperatura del medio. Las células sexuales son expulsadas por una serie de contracciones musculares y expelidas a través de los orificios de la concha para quedar libres en el agua del mar, dando lugar a un proceso de fecundación externa de los óvulos por parte de  los espermatozoides. El posterior tiempo de desarrollo sexual varía con la especie. Las larvas presentan una estrategia lecitotrófica, son organismos que utilizan las reservas de su vitelo hasta llegar a la metamorfosis o asentamiento; alcanzan la madurez sexual aún muy pequeños, y presentan una gran fertilidad. Los hábitos alimentarios de los haliótidos varían de acuerdo con la etapa de desarrollo; por ejemplo las larvas, en sus primeros estadios, son vida libre, formando parte del plancton y se alimentan de algas microscópicas y animales planctónicos; conforme crecen se fijan al sustrato, su alimentación se modifica para componerse principalmente de diatomeas; de adultos consumen algas macroscópicas que están adheridas al sustrato. Sobre la concha de los haliótidos se establecen diferentes relaciones interespecíficas  con crustáceos del género Balanus, gusanos tubícolas y plantas microscópicas y macroscópicas. 
Los haliótidos son atacados por organismos durante las diferentes etapas de su ciclo de vida; los más comunes son los llamados organismos perforadores, que pueden ser algunos gusanos, caracoles, almejas y esponjas.

## Especies de interés comercial
Algunas de estas especies presentando gran valor comercial debido a su gran tamaños y volumen; siendo productos de  consumo humano. Su carne es un plato muy apreciado en Asia Oriental (China, Japón , Taiwán y Corea), y se ha adoptado con fervor en algunas zonas de Estados Unidos y recientemente en México, lo que ha llevado a problemas de conservación.
. Y en algunos casos simples objetos de colección; cabe destacar las siguientes especies por su valor comercial: 
Haliotis corrugata, popularmente conocido como abulón amarillo o corrugado, su concha es  redonda, gruesa y elevada, con una longitud total de  16 a 17 centímetros de largo; la cara externa es áspera, con arrugas onduladas, carácter al que alude su nombre, presenta de 2 a 4 agujeros; la cara interna de la concha es iridiscente, es decir, cambia de tono según recibe la luz, desde el color verde oscuro hasta el rosado. Habita a profundidades entre los 5 y los 29 metros.
Haliotis fulgens, denominado abulón azul, presenta concha ovalada ligeramente gruesa; la superficie externa es de color café rojizo, con numerosos surcos espiralados, presentando una talla 18 centímetros de longitud; los orificios respiratorios son pequeños y circulares; el interior de la concha es iridiscente y en él domina el color azul brillante; se localiza habitando entre los 9 y 27 metros de profundidad.
Haliotis sorenseni, llamado abulón chino, presenta una concha delgada y ovalada de 13 a 16 centímetros de longitud, con la cara externa rugosa de color café rojizo, presentando de 3 a 5 perforaciones respiratorias. La cara interna es brillante y aperlada, razón por la cual en algunas regiones es denominado abulón blanco; su hábitat se localiza a profundidades a que oscilan 11 y 20 metros.
Haliotis rufescens, popularmente conocido como abulón rojo, se caracteriza  por ser el abulón que presenta la concha más grande en el estado adulto, su concha es gruesa y ovalada presentando tallas de 25 a 27 centímetros de longitud, la cara externa es de color rojizo y la interna iridiscente; vive a profundidades de 14 a 16 metros.
Haliotis pourtalesii, conocido como abulón de Pourtales, aunque la concha es ovalada y pequeña no superando los 2 centímetros de longitud total, es una especie altamente estimada entre los coleccionistas de conchas dado lo poco frecuentes que son los individuos de esta especie; el hábitat de esta especie se ubica entre los 30 a 100 m de profundidad.

## Distribución
Las especies del género Haliotis habitan a lo largo de  las zonas costeras de todos los continentes, siendo la costa este de Sudamérica y los Estados Unidos la que menor diversidad de especies presenta. La mayoría de las especies son originarias de las costas de las islas de Oceanía, África, Asia y el archipiélago japonés.

## Especies
Especies del género Haliotis: 
| - Haliotis alfredensis Bartsch, 1915 - Haliotis arabiensis Owen, Regter & Van Laethem, 2016 - Haliotis asinina Linnaeus, 1758 - Haliotis australis Gmelin, 1791 - Haliotis bistriata Gmelin, 1791 - Haliotis brazieri Angas, 1869 - Haliotis clathrata Reeve, 1846 - Haliotis coccoradiata Reeve, 1846 - Haliotis corrugata W. Wood, 1828 - Haliotis cracherodii Leach, 1814 - Haliotis cyclobates Péron & Lesueur, 1816 - Haliotis dalli Henderson, 1915 - Haliotis discus Reeve, 1846 - Haliotis dissona (Iredale, 1929) - Haliotis diversicolor Reeve, 1846 - Haliotis drogini Owen & Reitz, 2012 - Haliotis elegans Koch in Philippi, 1844 - Haliotis fatui Geiger, 1999 - Haliotis flemingi Powell, 1938 † - Haliotis fulgens Philippi, 1845 - Haliotis geigeri Owen, 2014 - Haliotis gigantea Gmelin, 1791 - Haliotis glabra Gmelin, 1791 - Haliotis iris Gmelin, 1791 - Haliotis jacnensis Reeve, 1846 - Haliotis kamtschatkana Jonas, 1845 - Haliotis laevigata Donovan, 1808 - Haliotis madaka (Habe, 1977) - Haliotis mariae W. Wood, 1828 - Haliotis marmorata Linnaeus, 1758 - Haliotis mathesonensis (Eagle, 1996) † - Haliotis matihetihensis (Eagle, 1999) † - Haliotis melculus (Iredale, 1927) - Haliotis midae Linnaeus, 1758 - Haliotis mykonosensis Owen, Hanavan & Hall, 2001 - Haliotis ovina Gmelin, 1791 - Haliotis parva Linnaeus, 1758 - Haliotis planata G. B. Sowerby II, 1882 - Haliotis pourtalesii Dall, 1881 - Haliotis powelli C. A. Fleming, 1952 † - Haliotis pulcherrima Gmelin, 1791 - Haliotis queketti E. A. Smith, 1910 - Haliotis roberti McLean, 1970 - Haliotis roedingi Menke, 1844 - Haliotis roei Gray, 1826 - Haliotis rosacea Reeve, 1846 - Haliotis rosea Orcutt, 1900 - Haliotis ruber Leach, 1814 - Haliotis rubicunda (Montfort, 1810) - Haliotis rubicunda Röding, 1798 - Haliotis rubiginosa Reeve, 1846 - Haliotis rubra Leach, 1814 | - Haliotis rufescens Swainson, 1822 - Haliotis rugosa Lamarck, 1822 - Haliotis rugosa Reeve, 1846 - Haliotis rugosoplicata Schumacher, 1817 - Haliotis sanguinea Hanley, 1840 - Haliotis scabricostata Menke, 1843 - Haliotis scalaris (Leach, 1814) - Haliotis scutulum Reeve, 1846 - Haliotis semiplicata Menke, 1843 - Haliotis semistriata Reeve, 1846 - Haliotis sieboldii Reeve, 1846 - Haliotis sinuata Perry, 1811 - Haliotis smithsoni Bartsch, 1940 - Haliotis sorenseni Bartsch, 1940 - Haliotis spadicea Donovan, 1808 - Haliotis speciosa Reeve, 1846 - Haliotis splendens Reeve, 1846 - Haliotis splendidula Williamson, 1893 - Haliotis squamata Reeve, 1846 - Haliotis squamosa Gray, 1826 - Haliotis stalennuyi Owen & Berschauer, 2017 † - Haliotis stomatiaeformis Reeve, 1846 - Haliotis striata Linnaeus, 1758 - Haliotis strigata Weinkauff, 1883 - Haliotis subvirginea Weinkauff, 1883 - Haliotis sulcosa Philippi, 1845 - Haliotis supertexta Lischke, 1870 - Haliotis tayloriana Reeve, 1846 - Haliotis thailandis Dekker & Patamakanthin, 2001 - Haliotis tomricei Patamakanthin, 2002 - Haliotis tricostalis Lamarck, 1822 - Haliotis tricostata W. Wood, 1828 - Haliotis tuberculata Linnaeus, 1758 - Haliotis tubifera Lamarck, 1822 - Haliotis turveri Bartsch, 1942 - Haliotis tuvuthaensis Ladd in Ladd & Hofmeister, 1945 † - Haliotis unilateralis Lamarck, 1822 - Haliotis varia Linnaeus, 1758 - Haliotis venusta A. Adams & Reeve, 1848 - Haliotis virginea Gmelin, 1791 - Haliotis virginea Reeve, 1846 - Haliotis viridis Reeve, 1846 - Haliotis vixlirata Cotton, 1943 - Haliotis volcanius Patamakanthin & Eng, 2002 - Haliotis volhynica Eichwald, 1829 † - Haliotis vulgaris da Costa, 1778 - Haliotis waitemataensis Powell, 1938 † - Haliotis walallensis Stearns, 1899 - Haliotis whitehousei (Colman, 1959) - Haliotis zealandica Reeve, 1846 - Haliotis ziczac Reeve, 1846 |

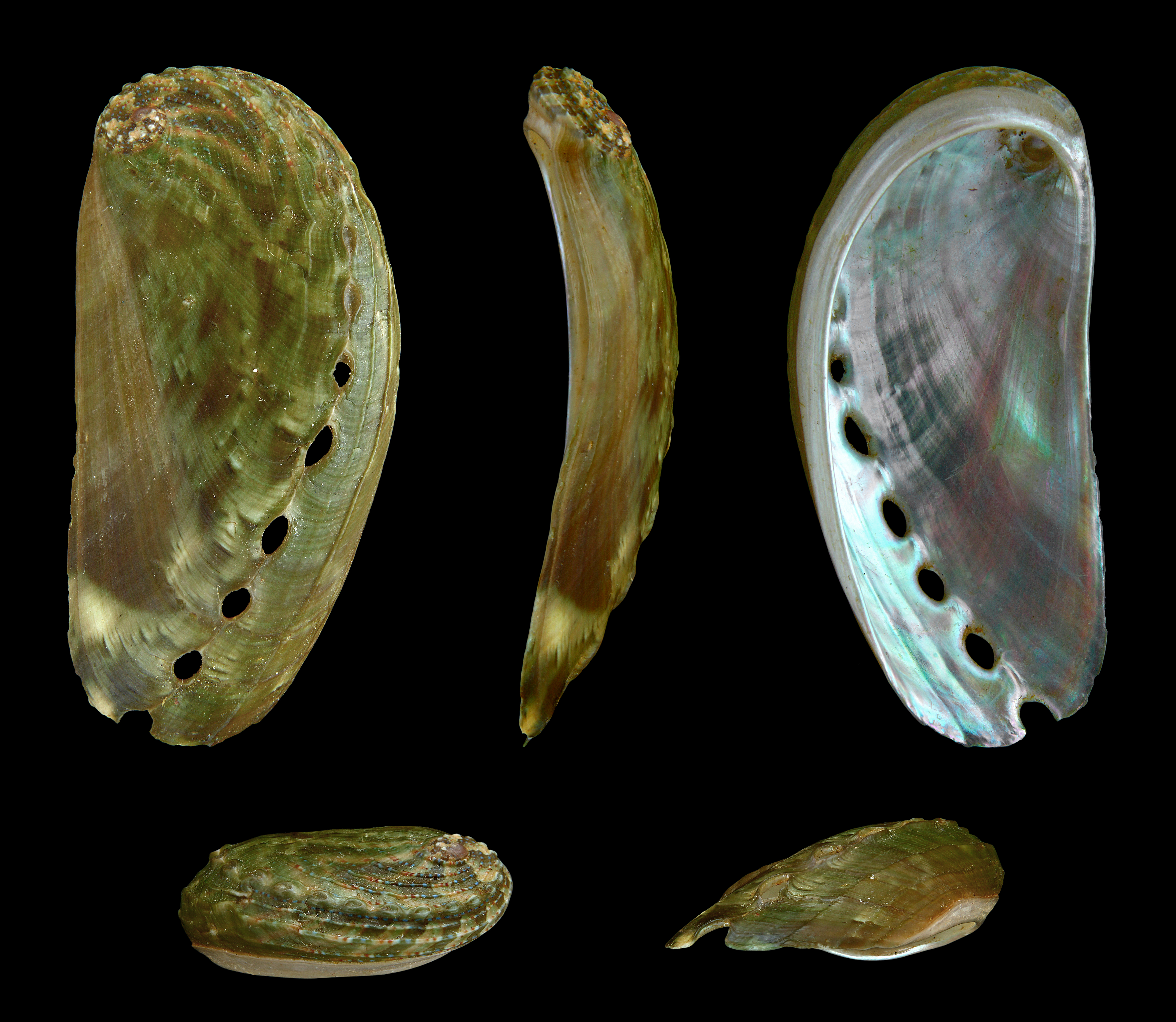
Haliotis asinina
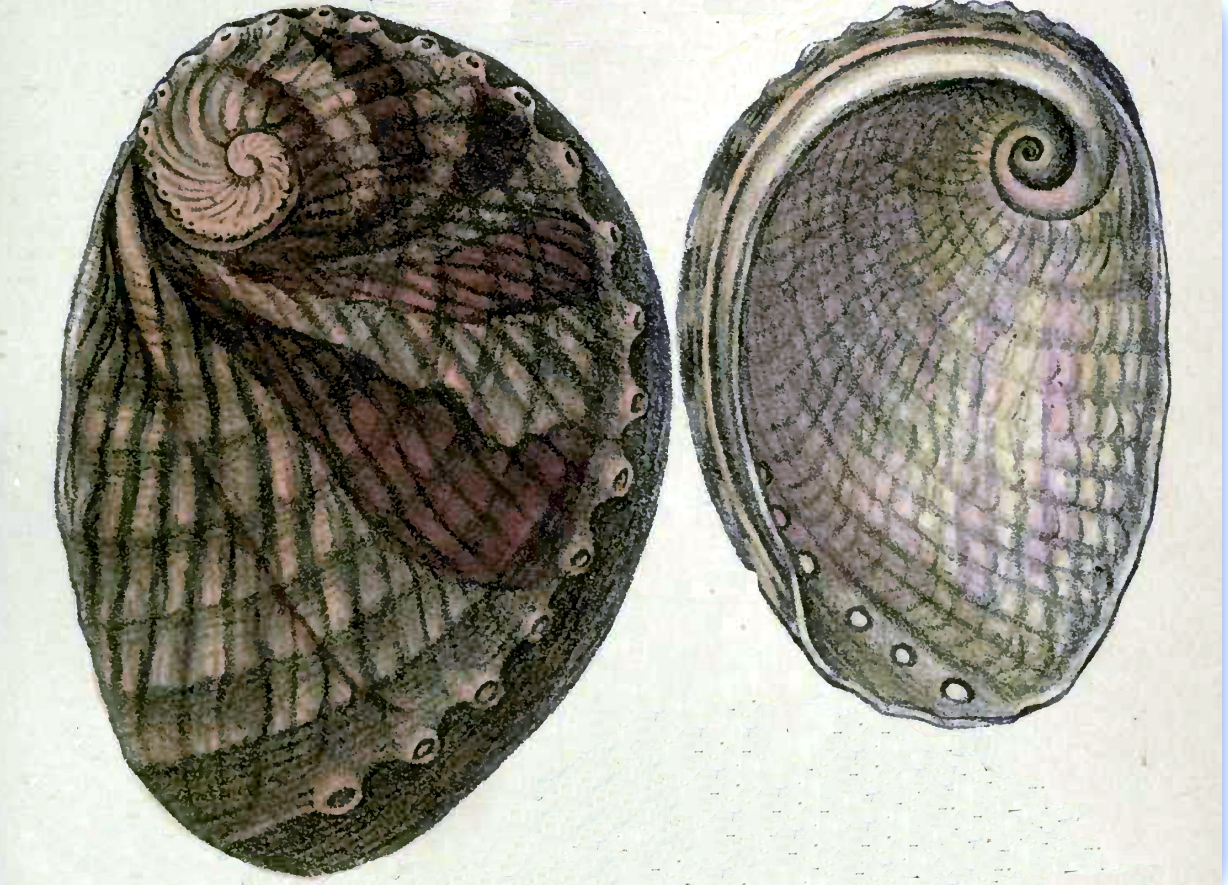
Haliotis australis
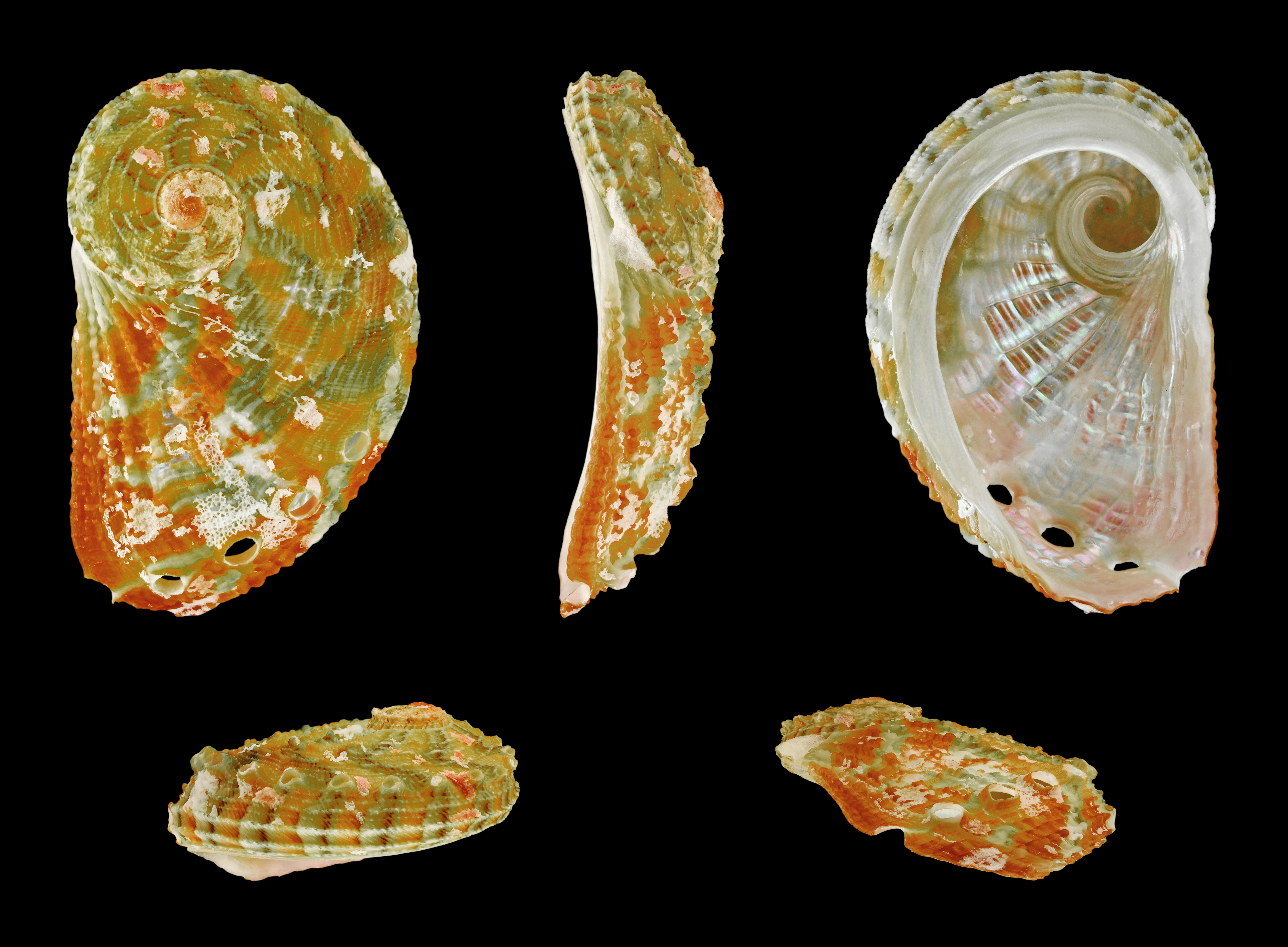
Haliotis clathrata
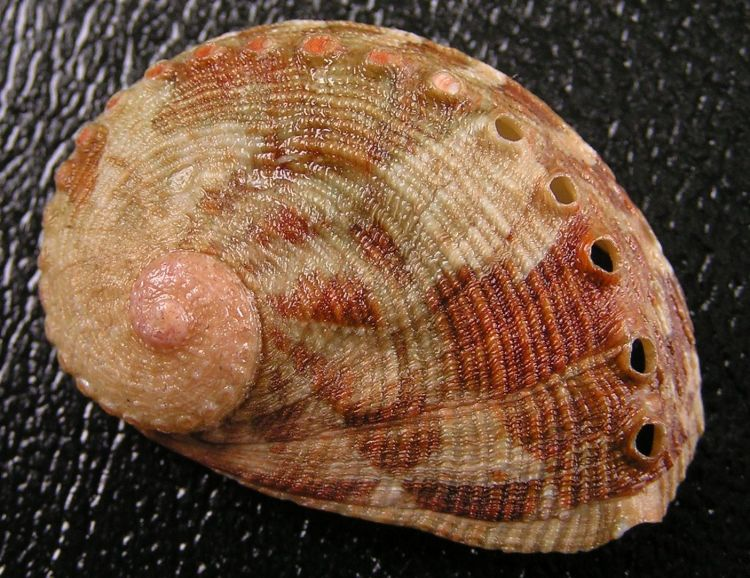
Haliotis coccoradiata
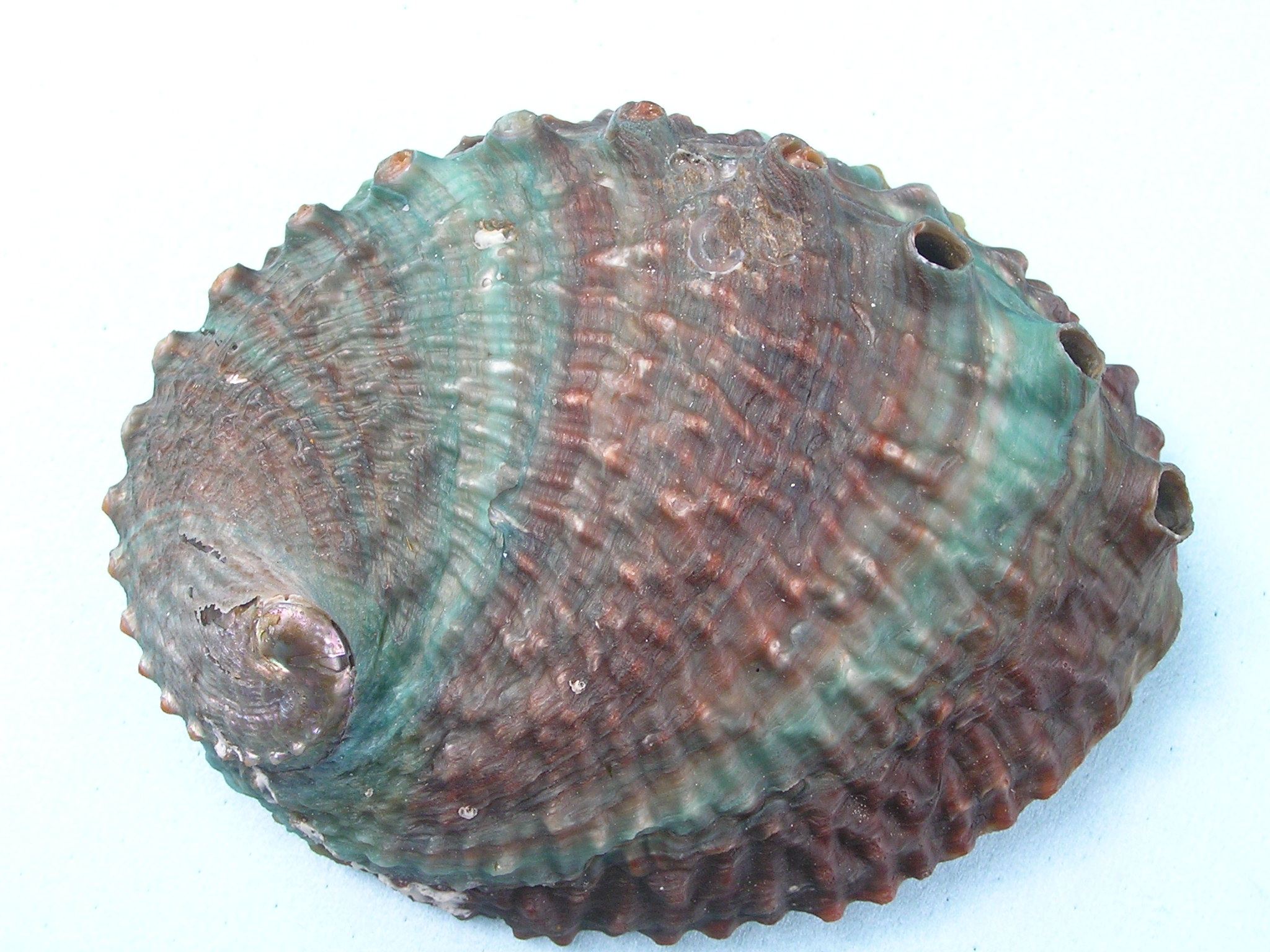
Haliotis corrugata
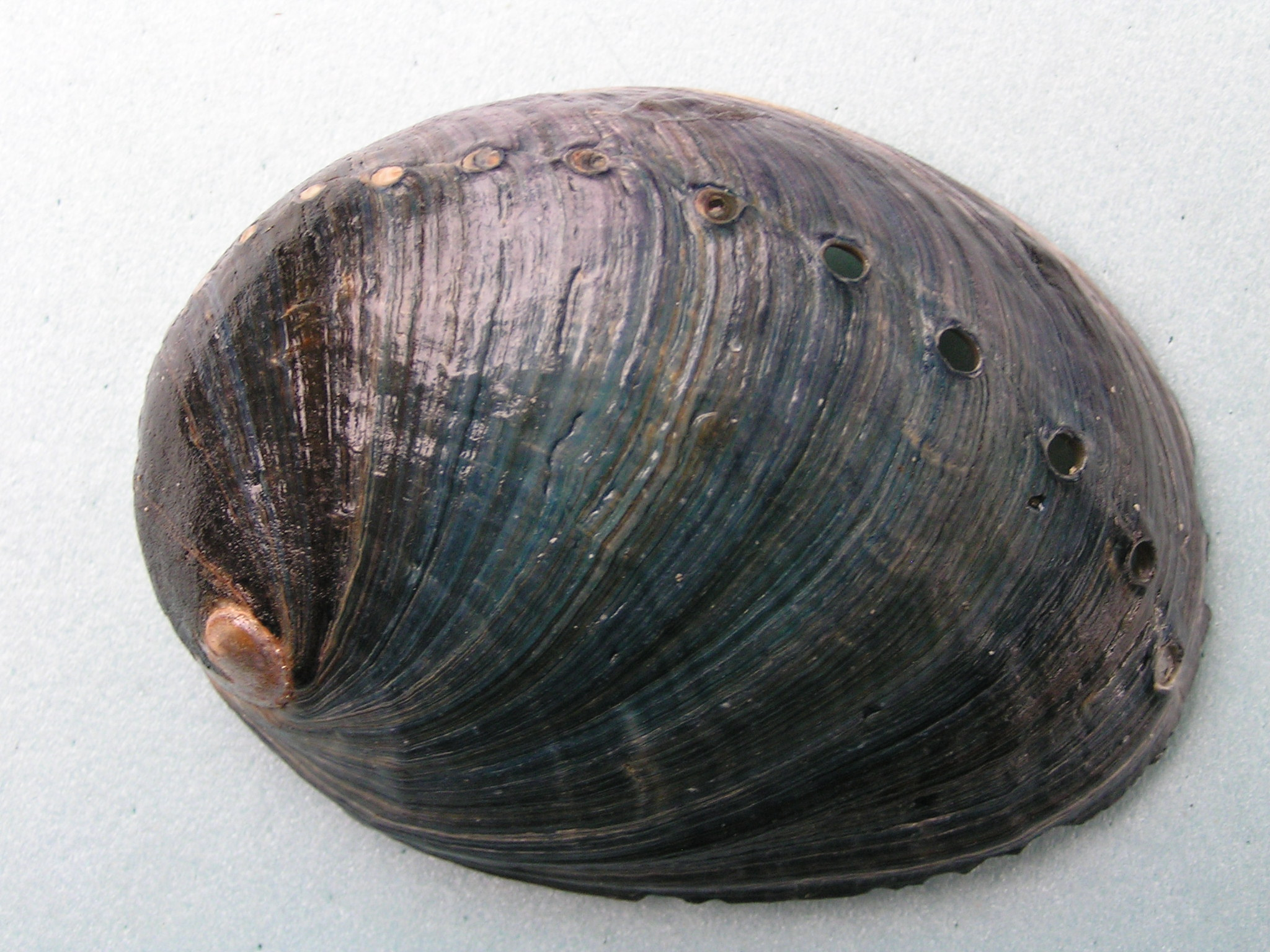
Haliotis cracherodii
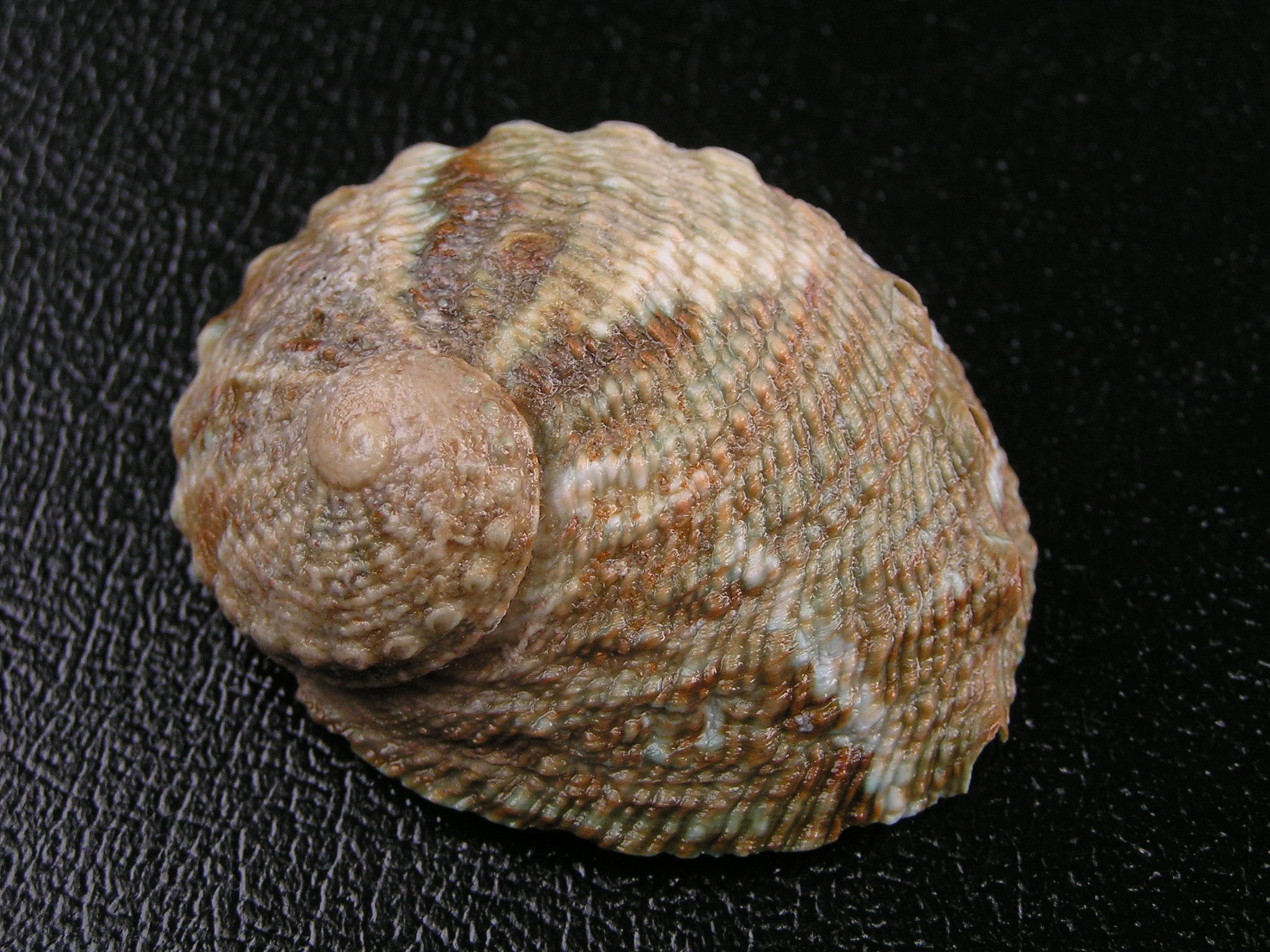
Haliotis cyclobates
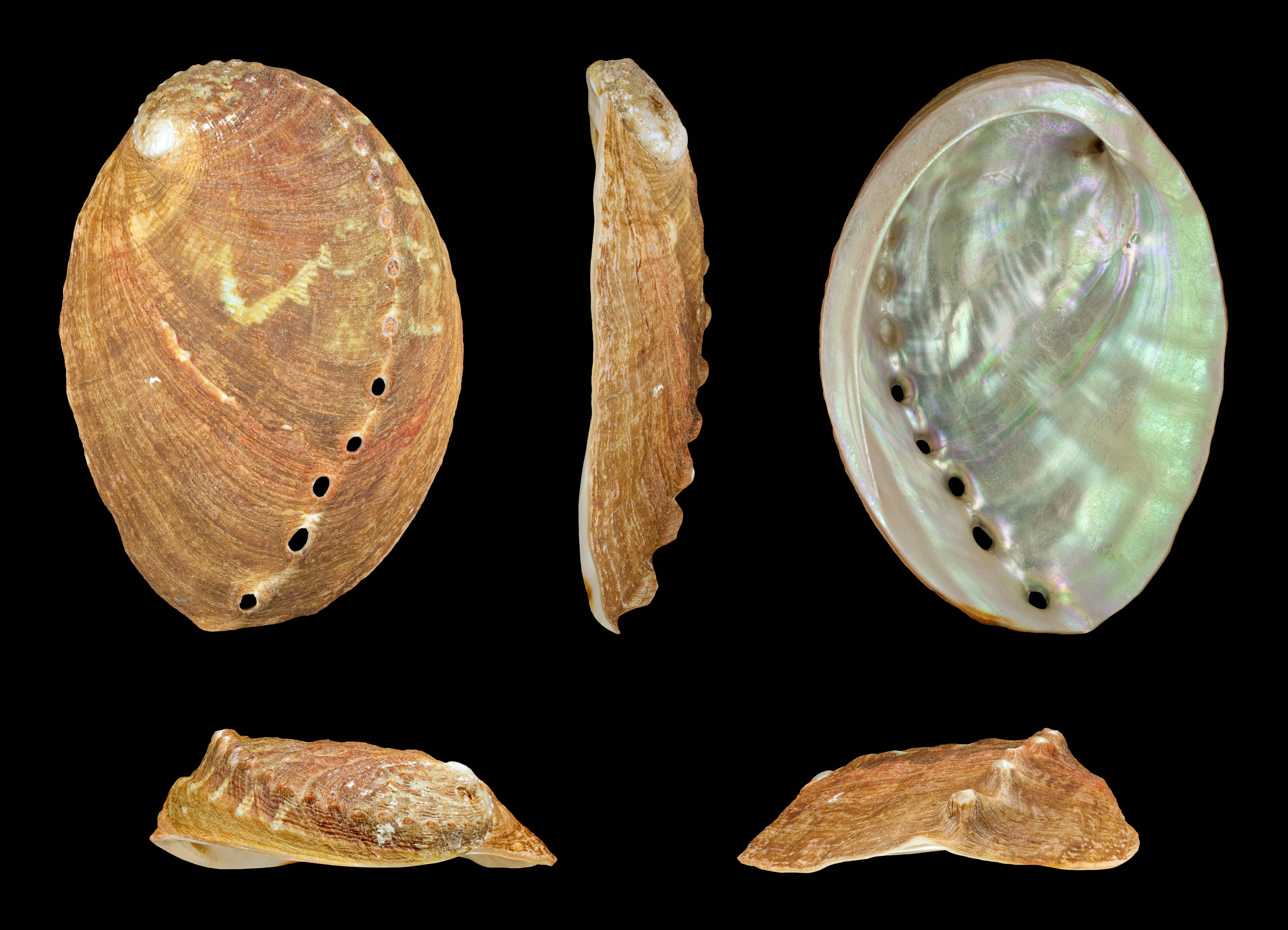
Haliotis discus discus
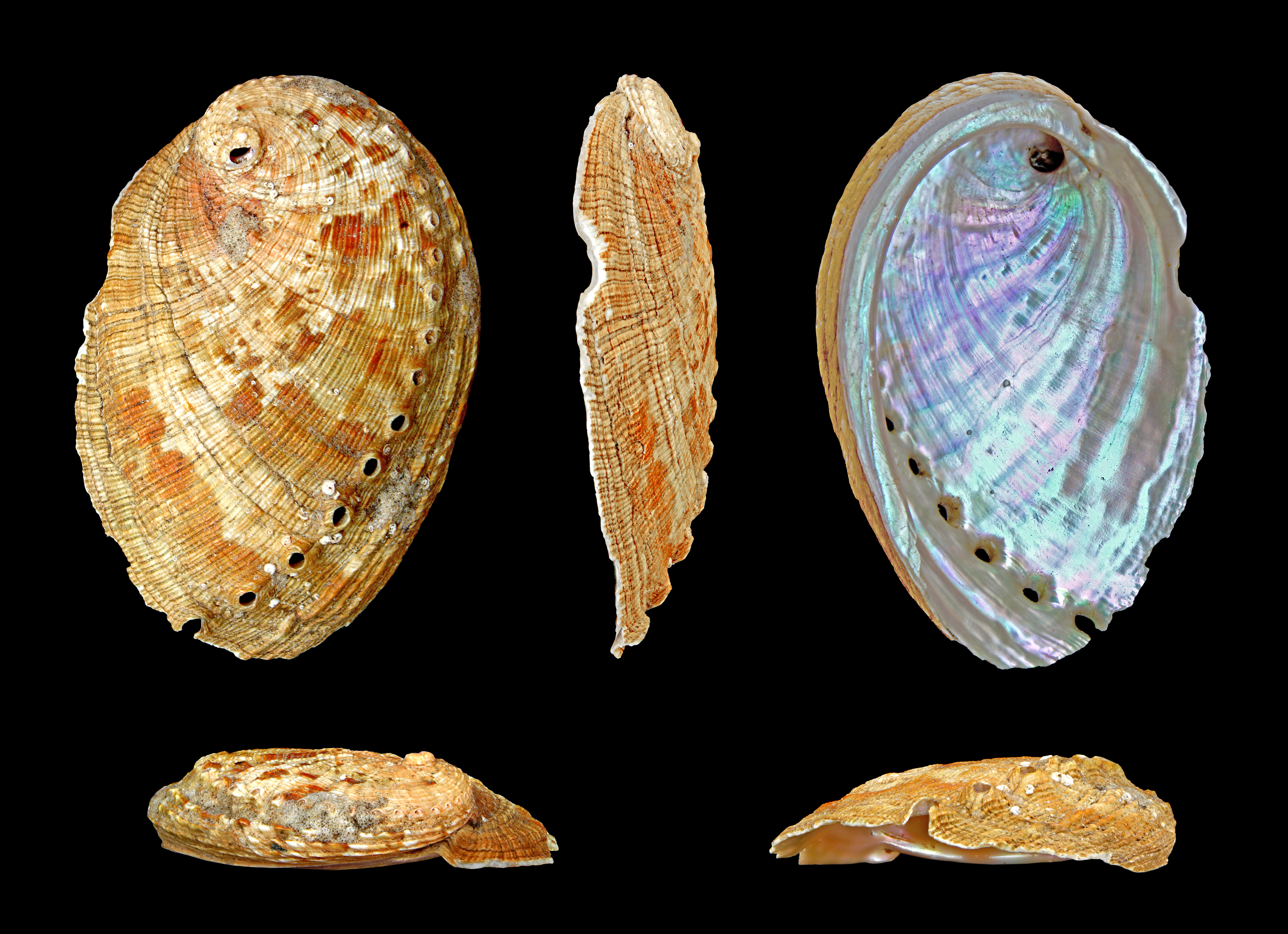
Haliotis diversicolor
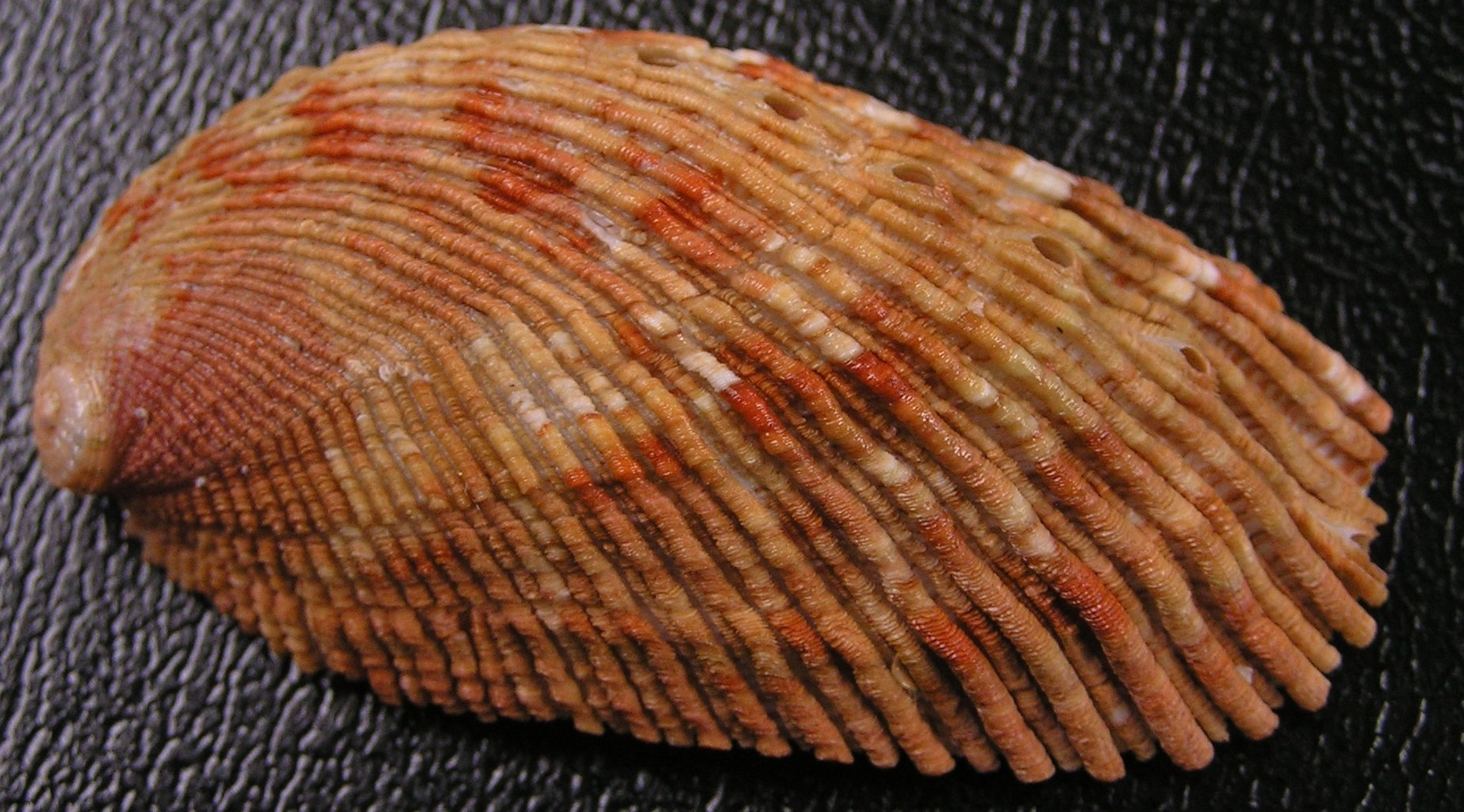
Haliotis elegans
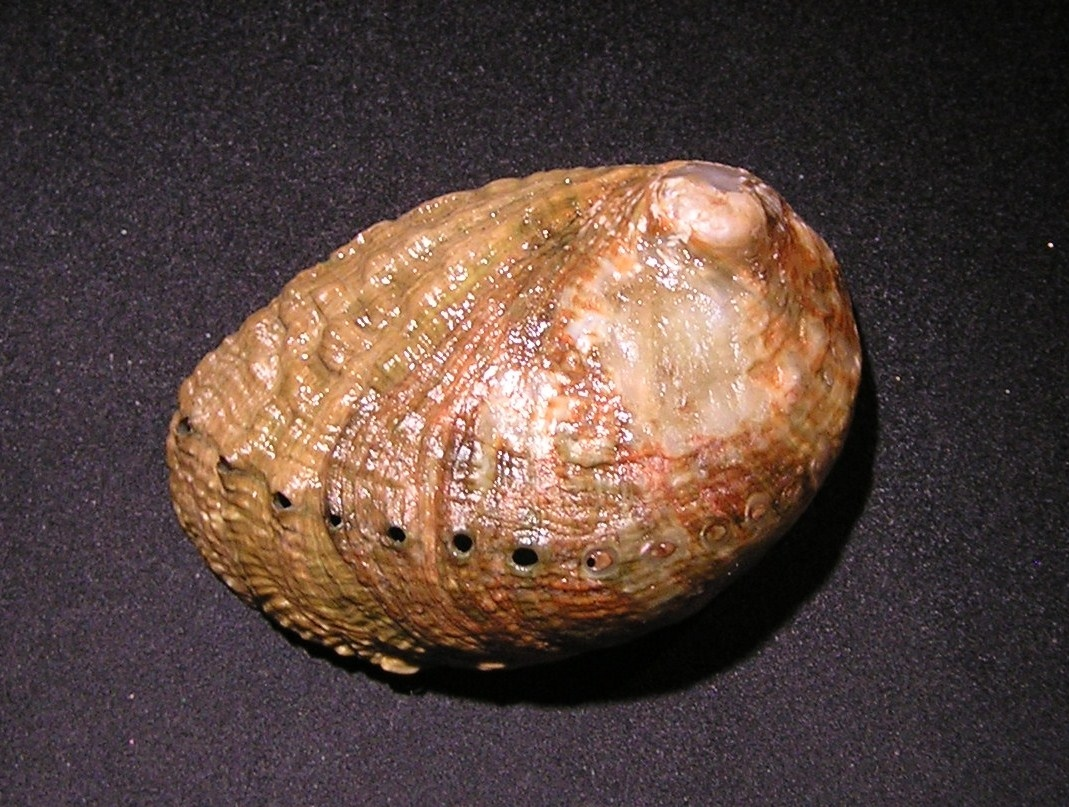
Haliotis fatui
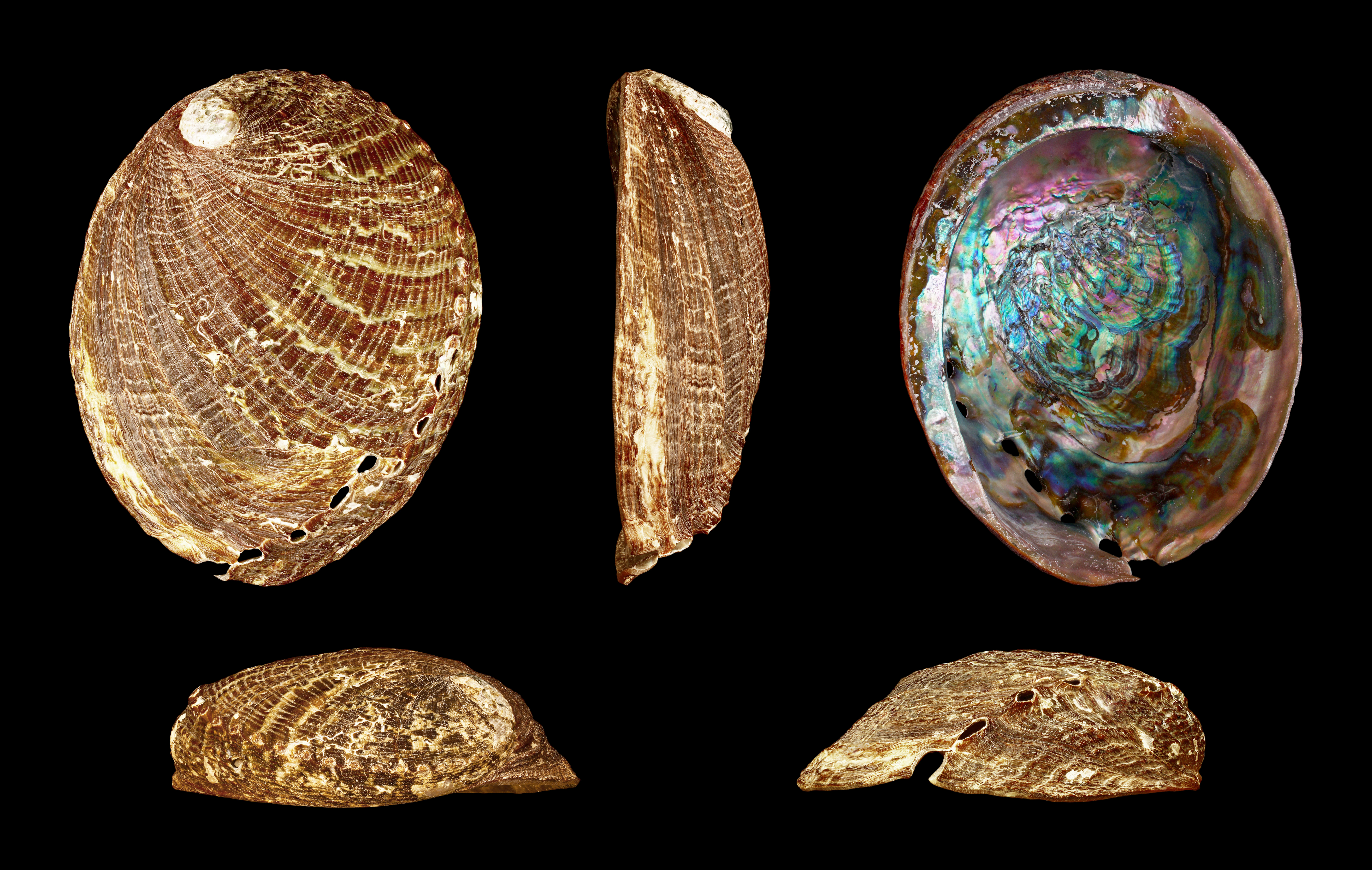
Haliotis fulgens fulgens
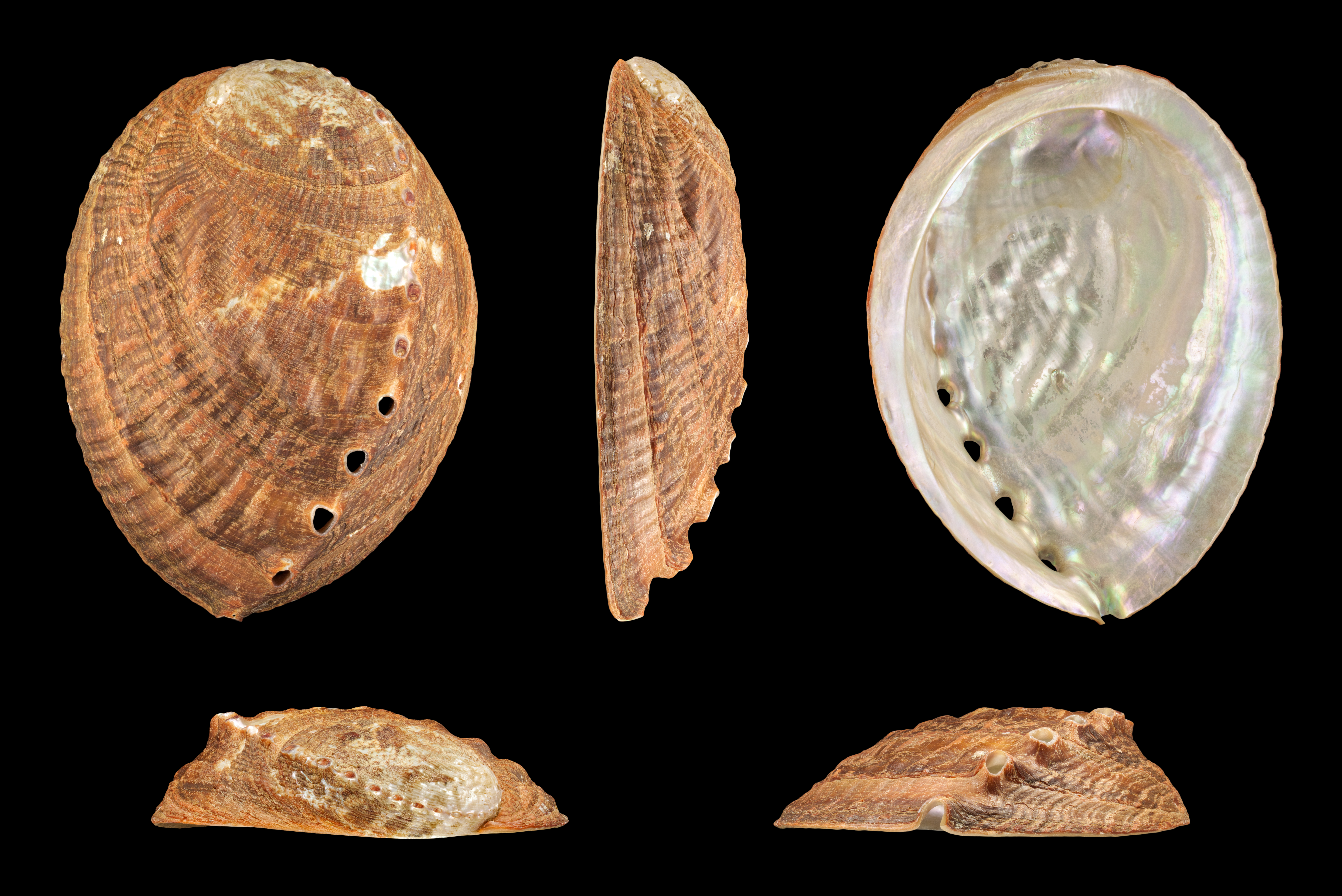
Haliotis gigantea f. sieboldii
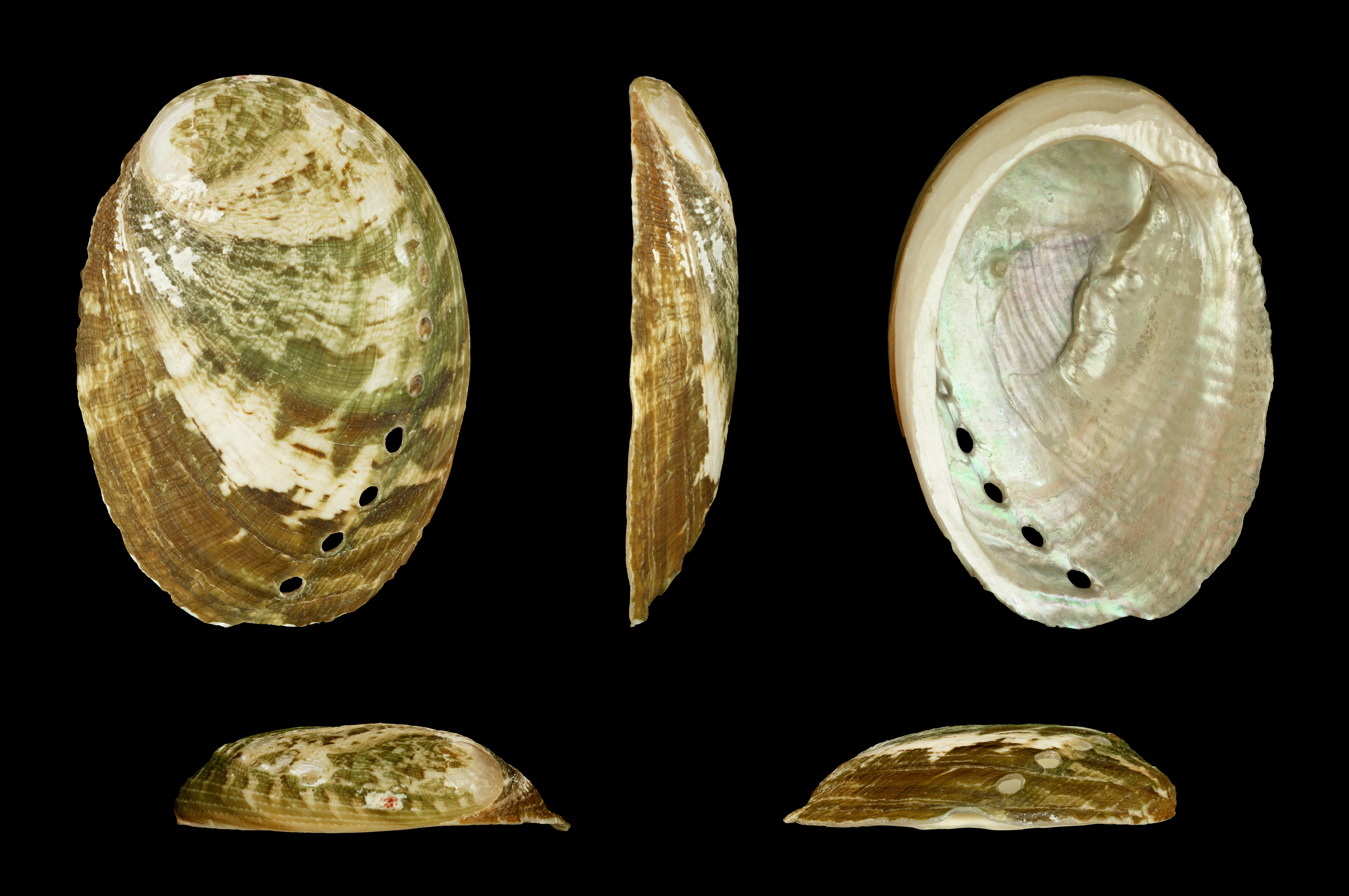
Haliotis glabra
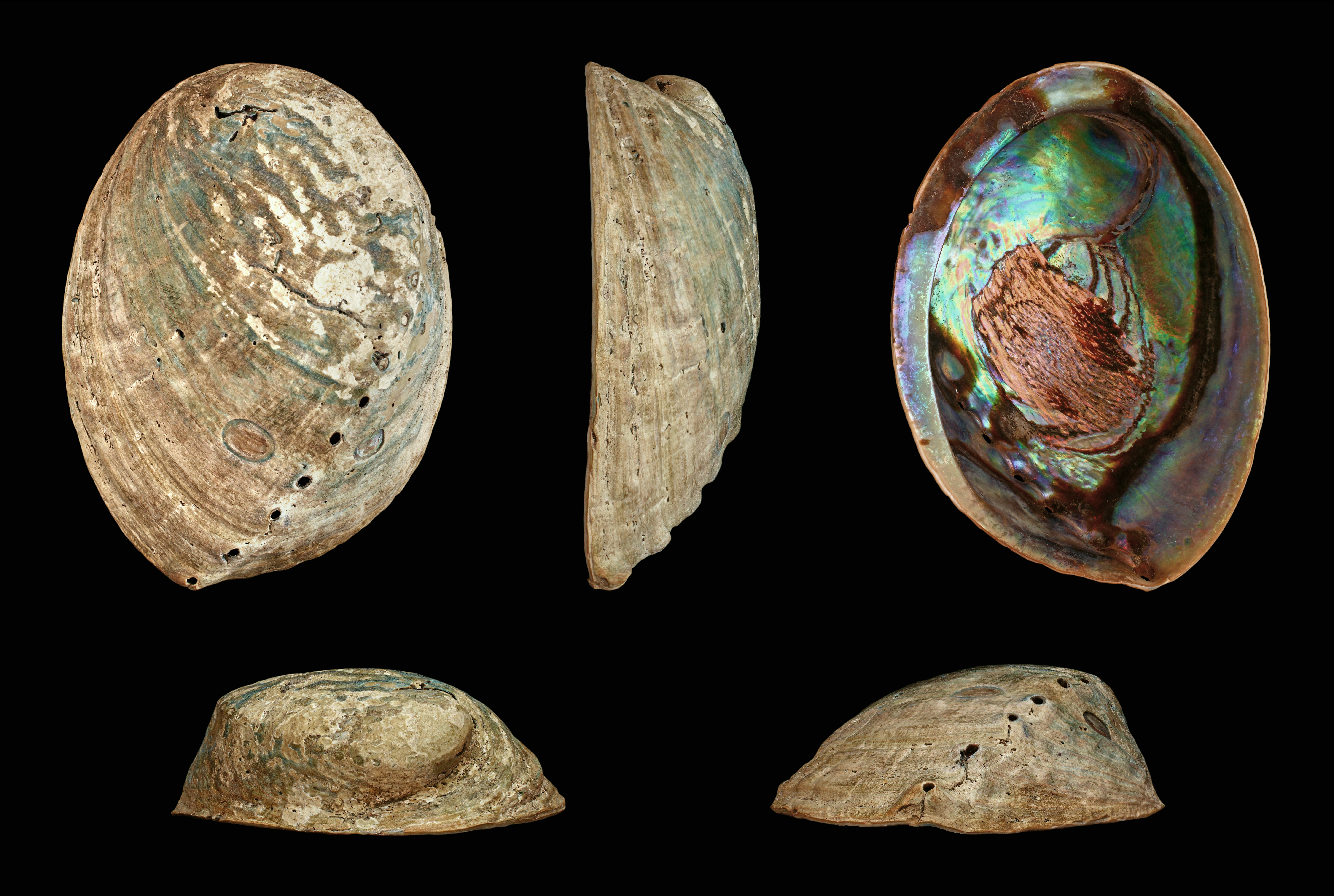
Haliotis iris
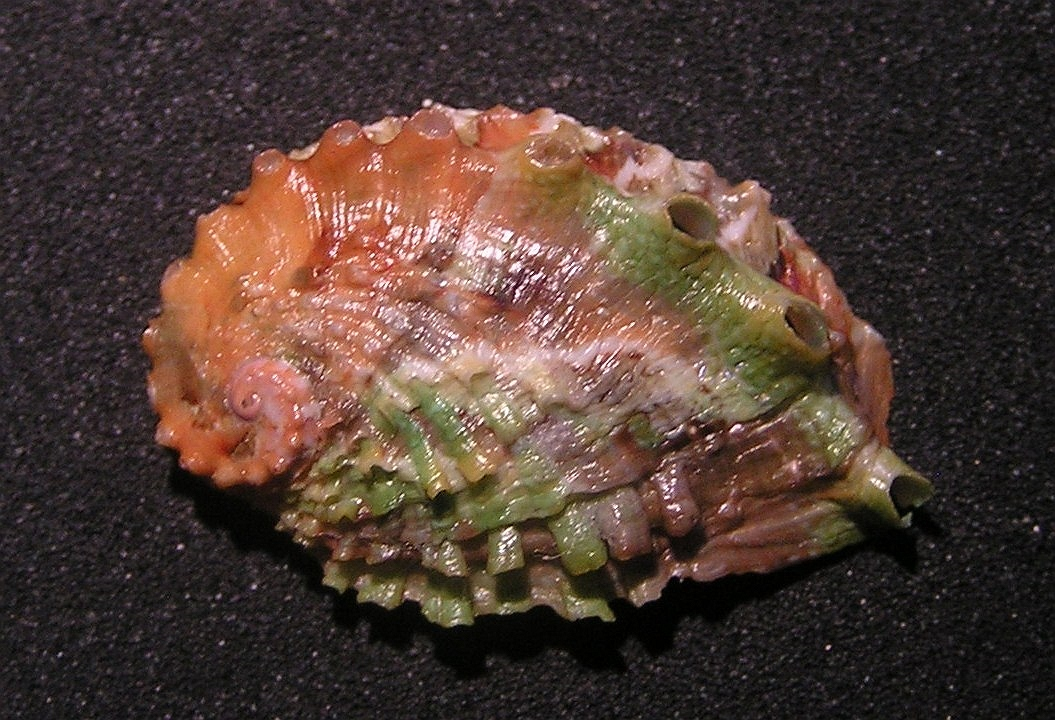
Haliotis jacnensis
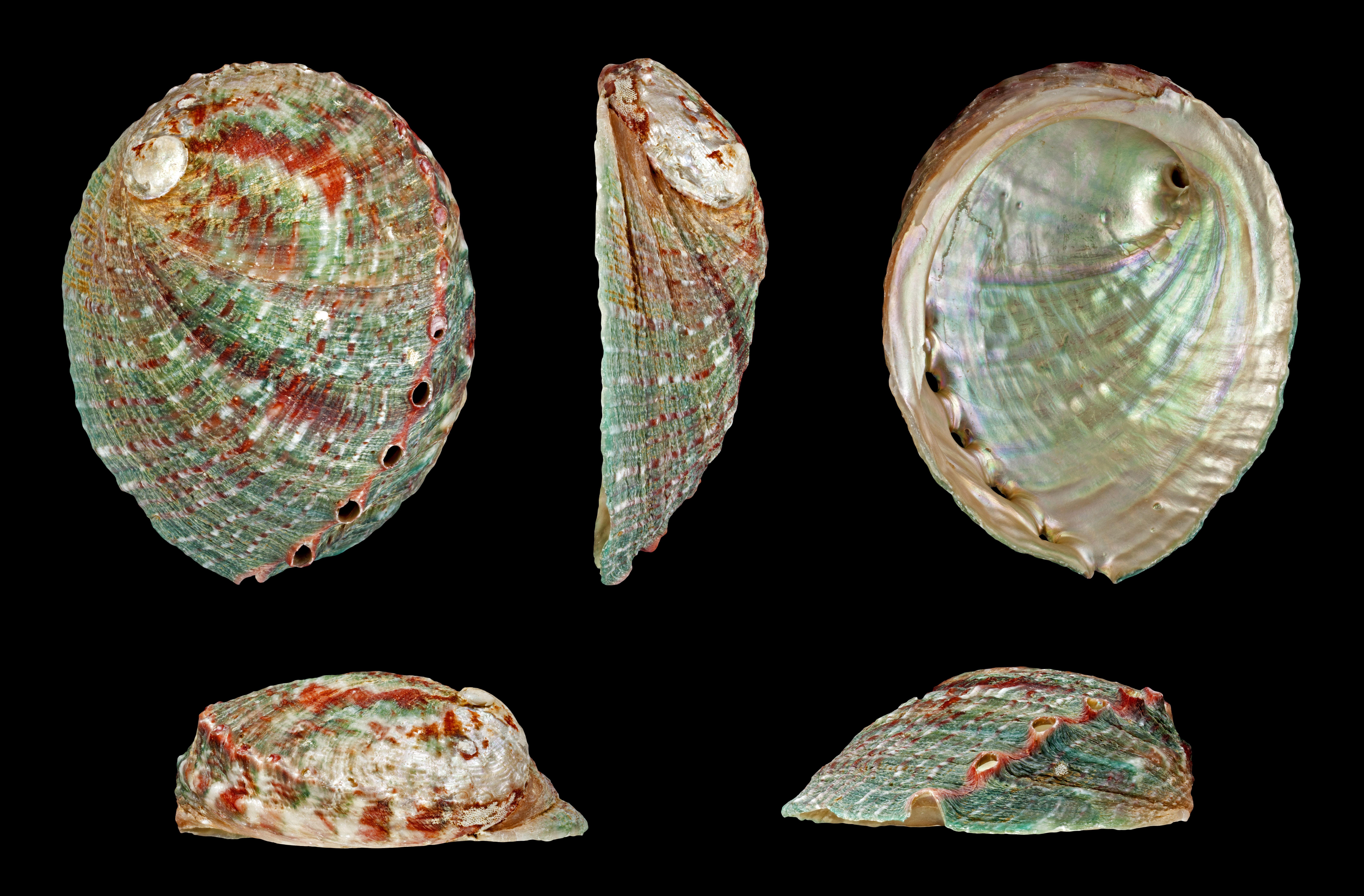
Haliotis kamtschatkana assimilis
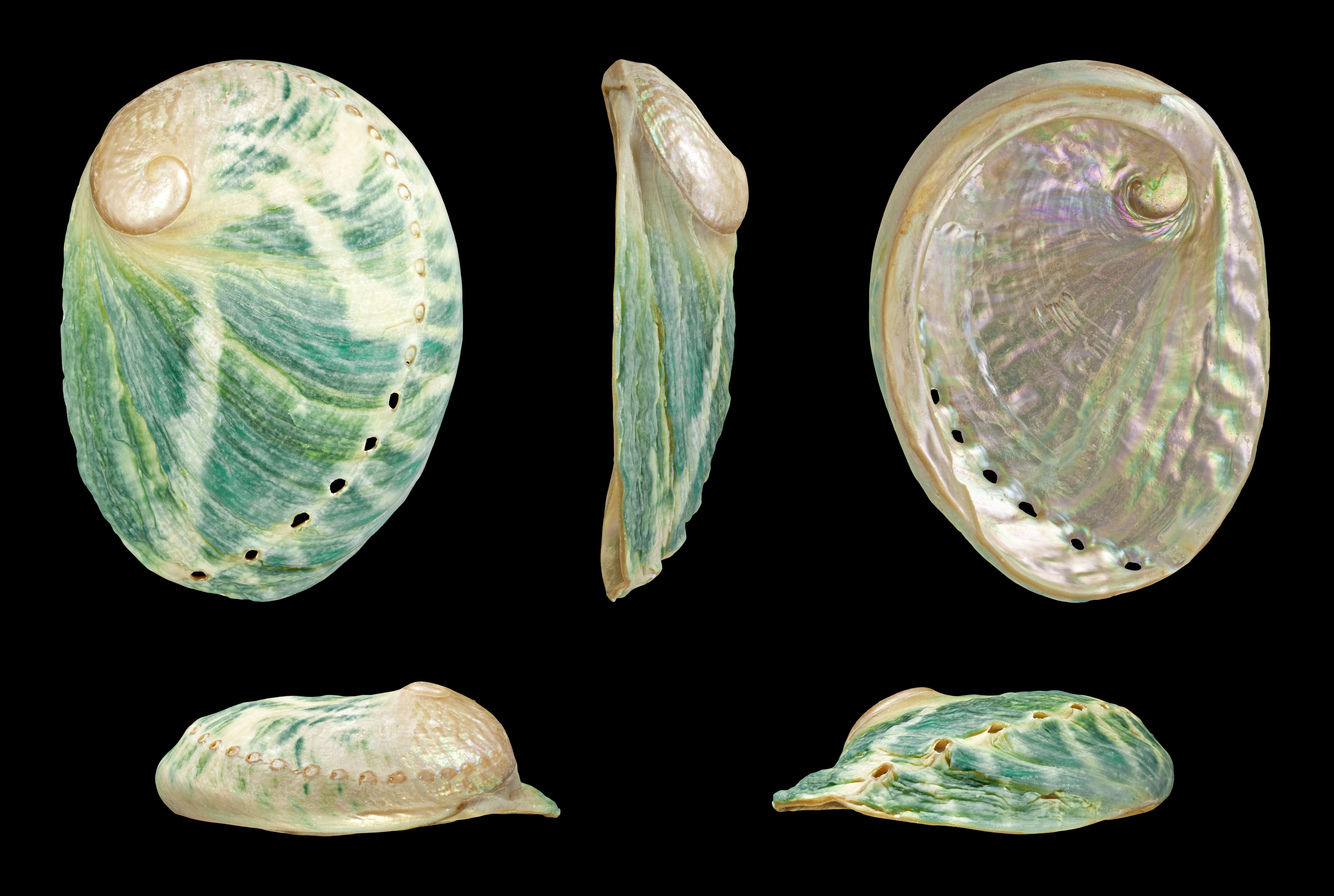
Haliotis laevigata
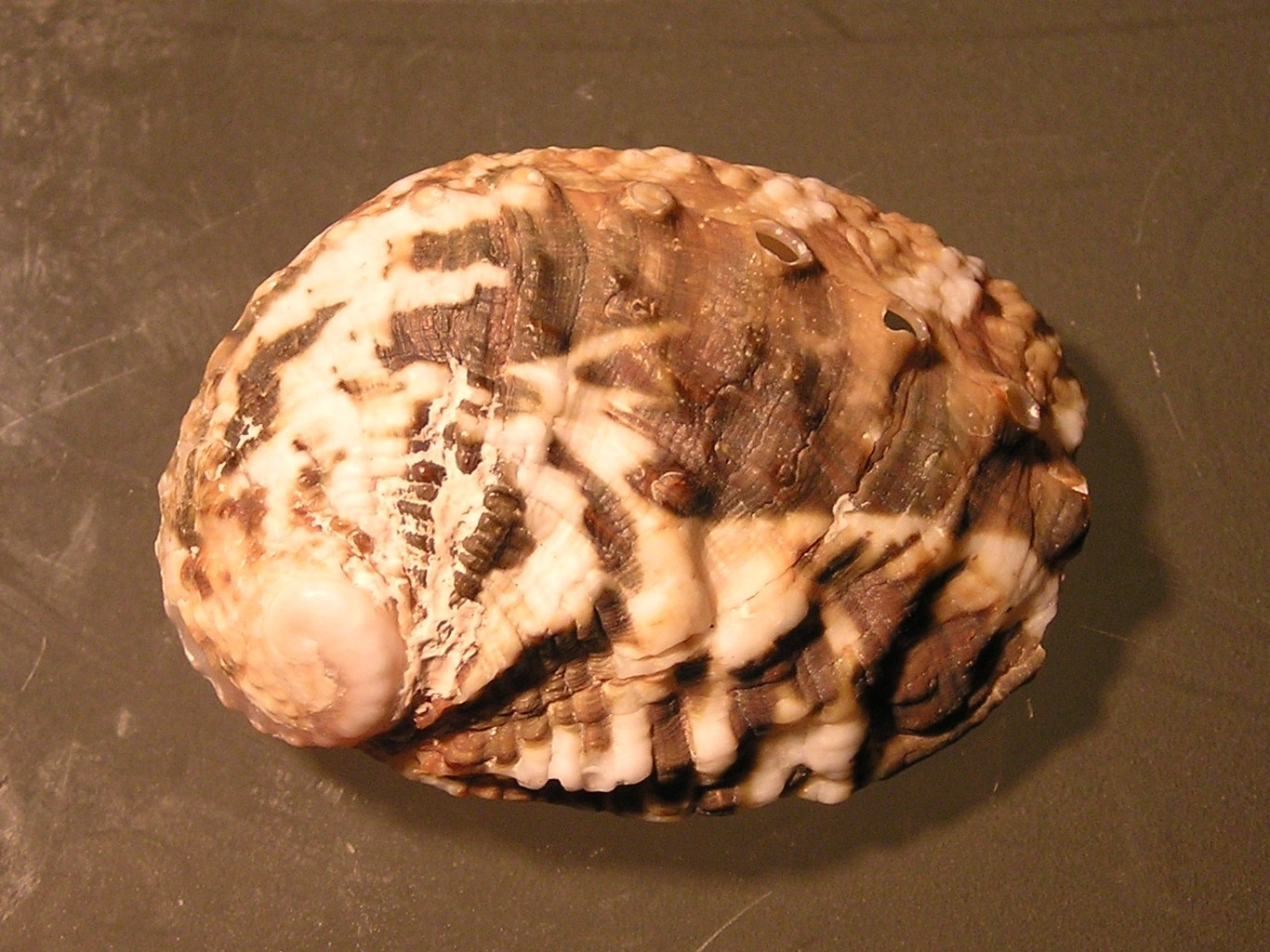
Haliotis madaka
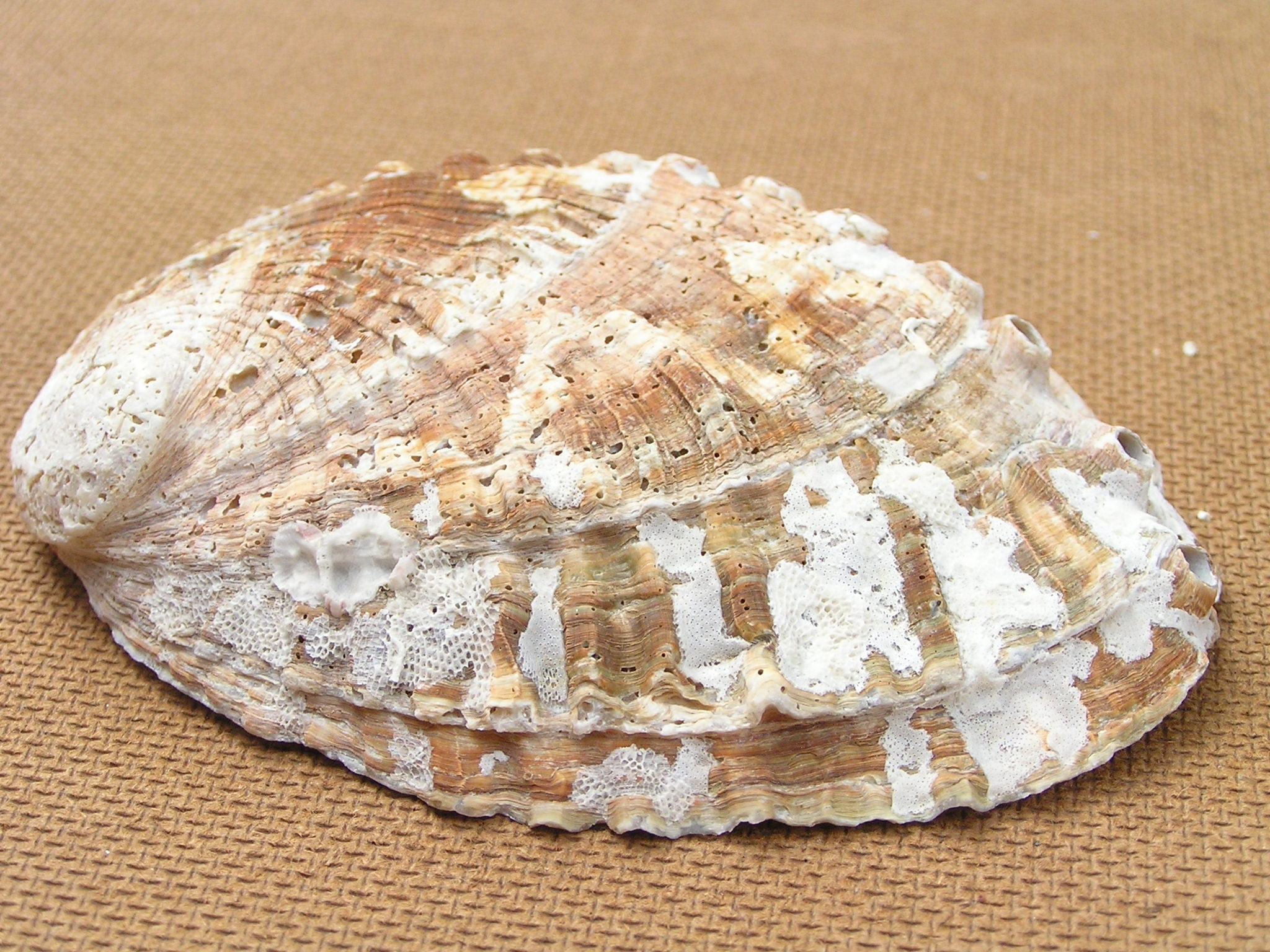
Haliotis mariae
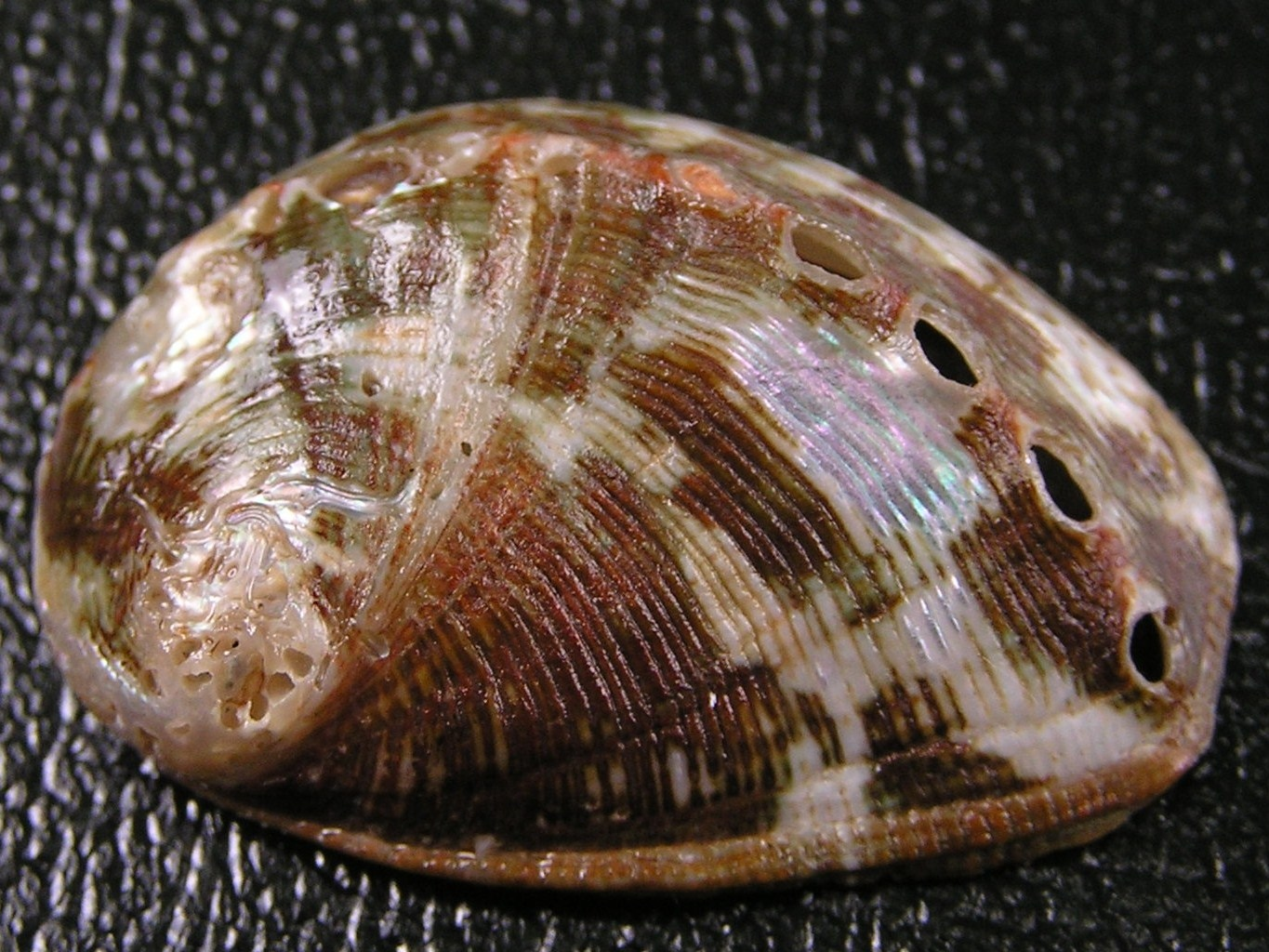
Haliotis marmorata
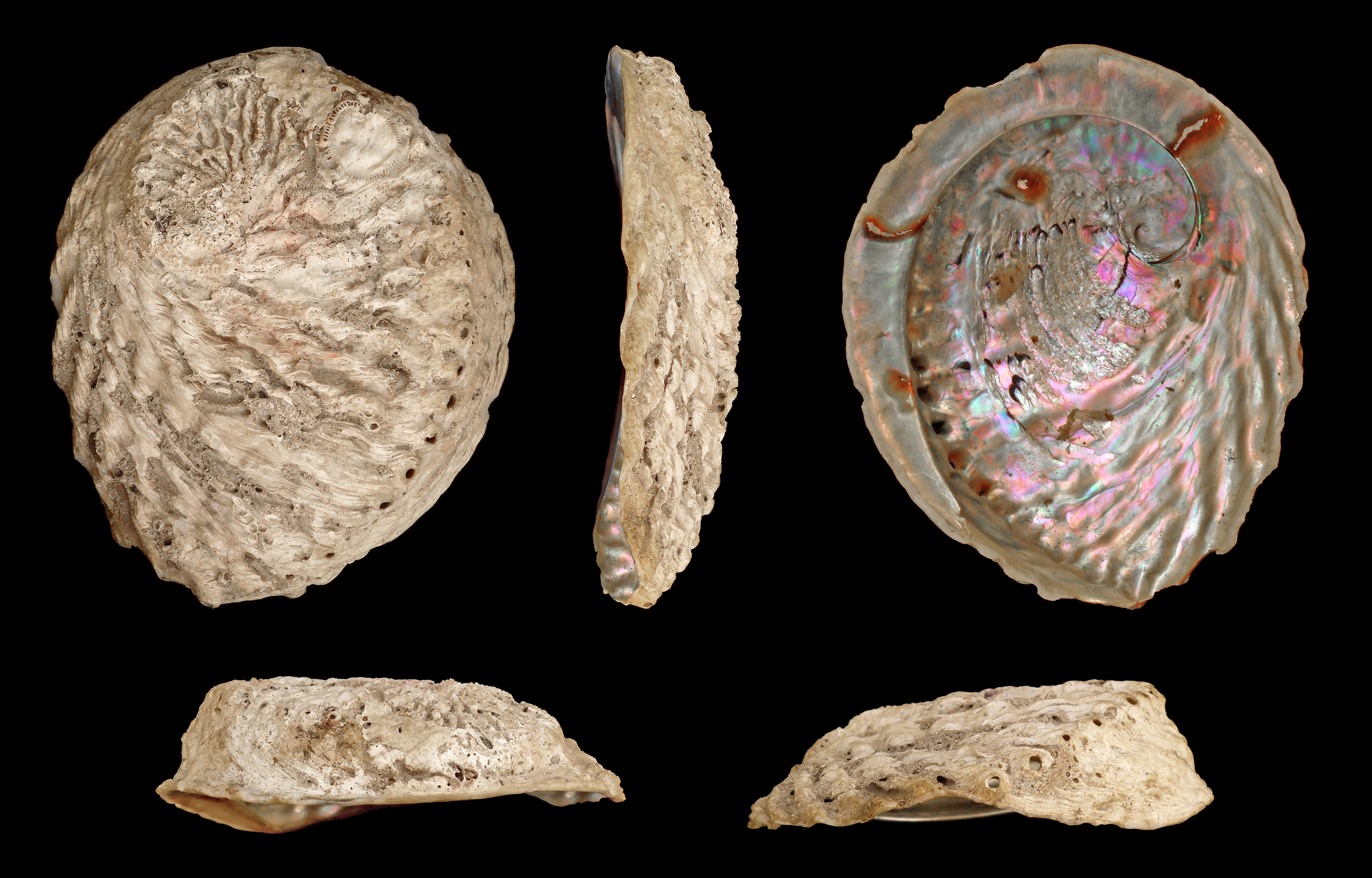
Haliotis midae
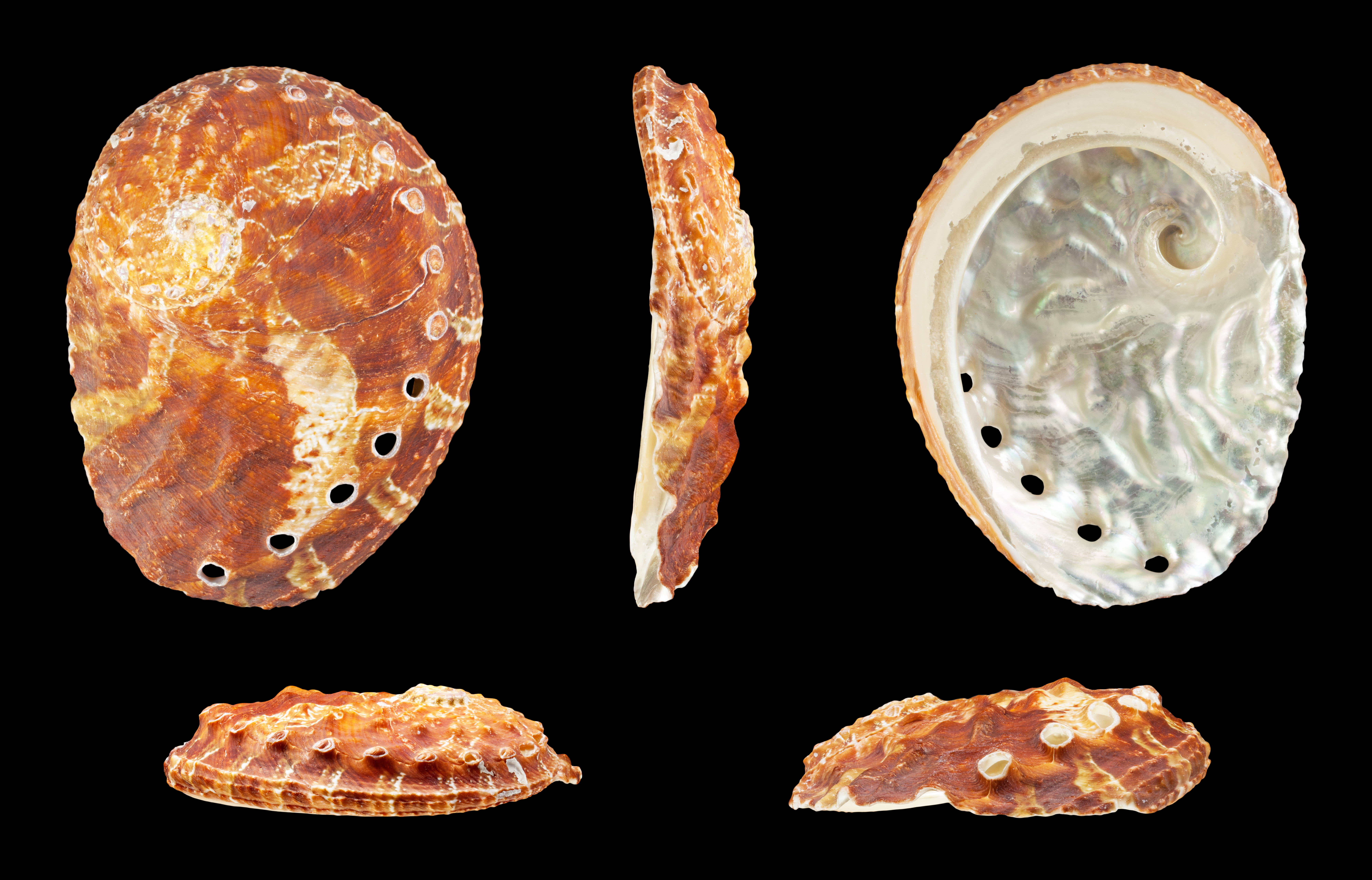
Haliotis ovina
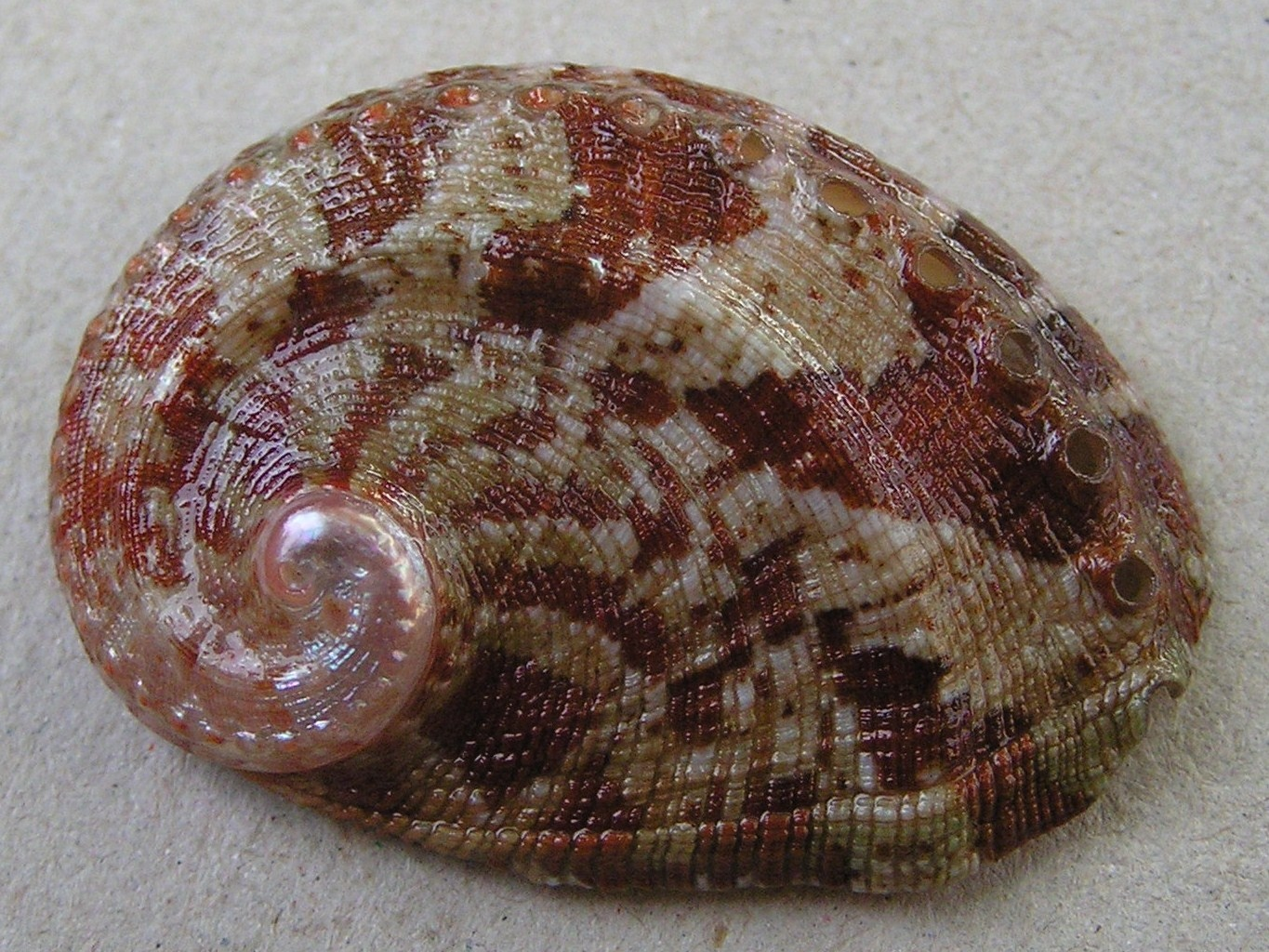
Haliotis parva
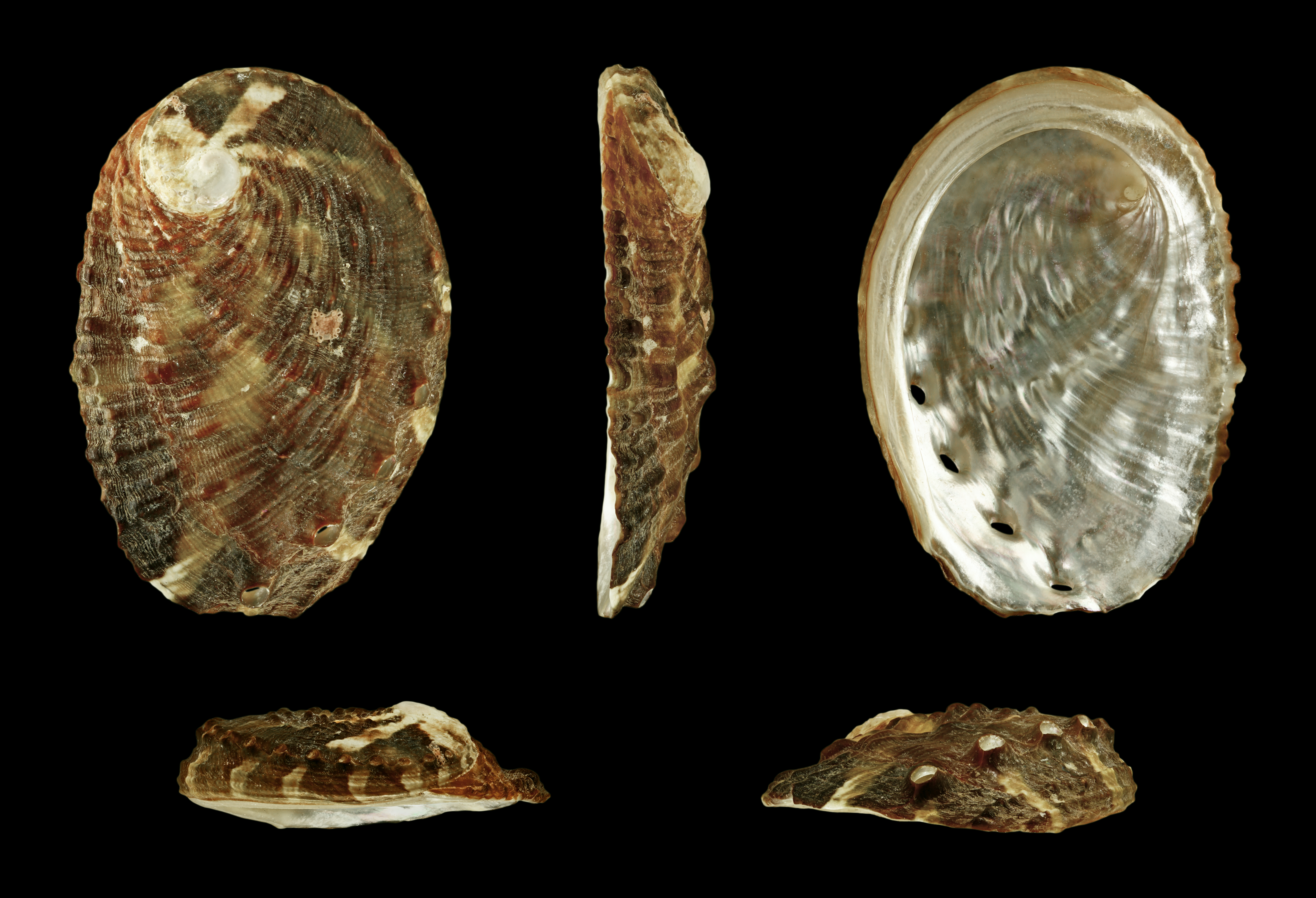
Haliotis planata
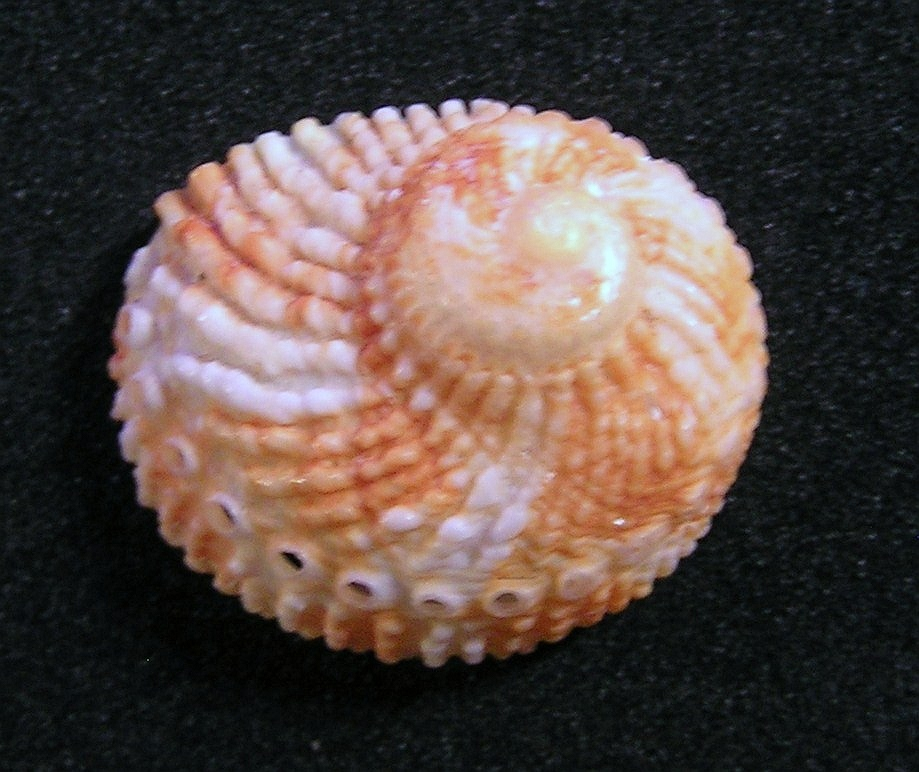
Haliotis pulcherrima
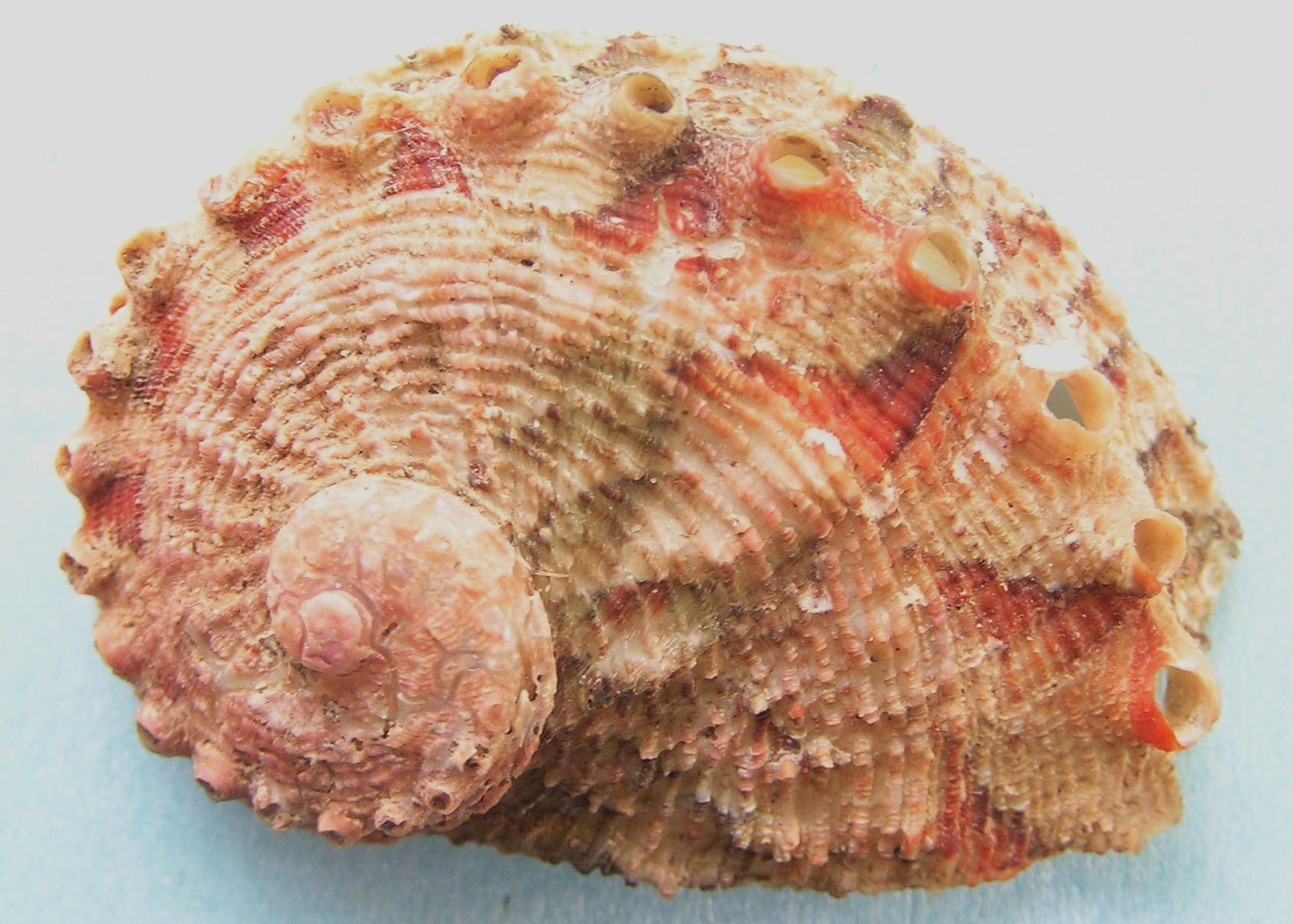
Haliotis queketti
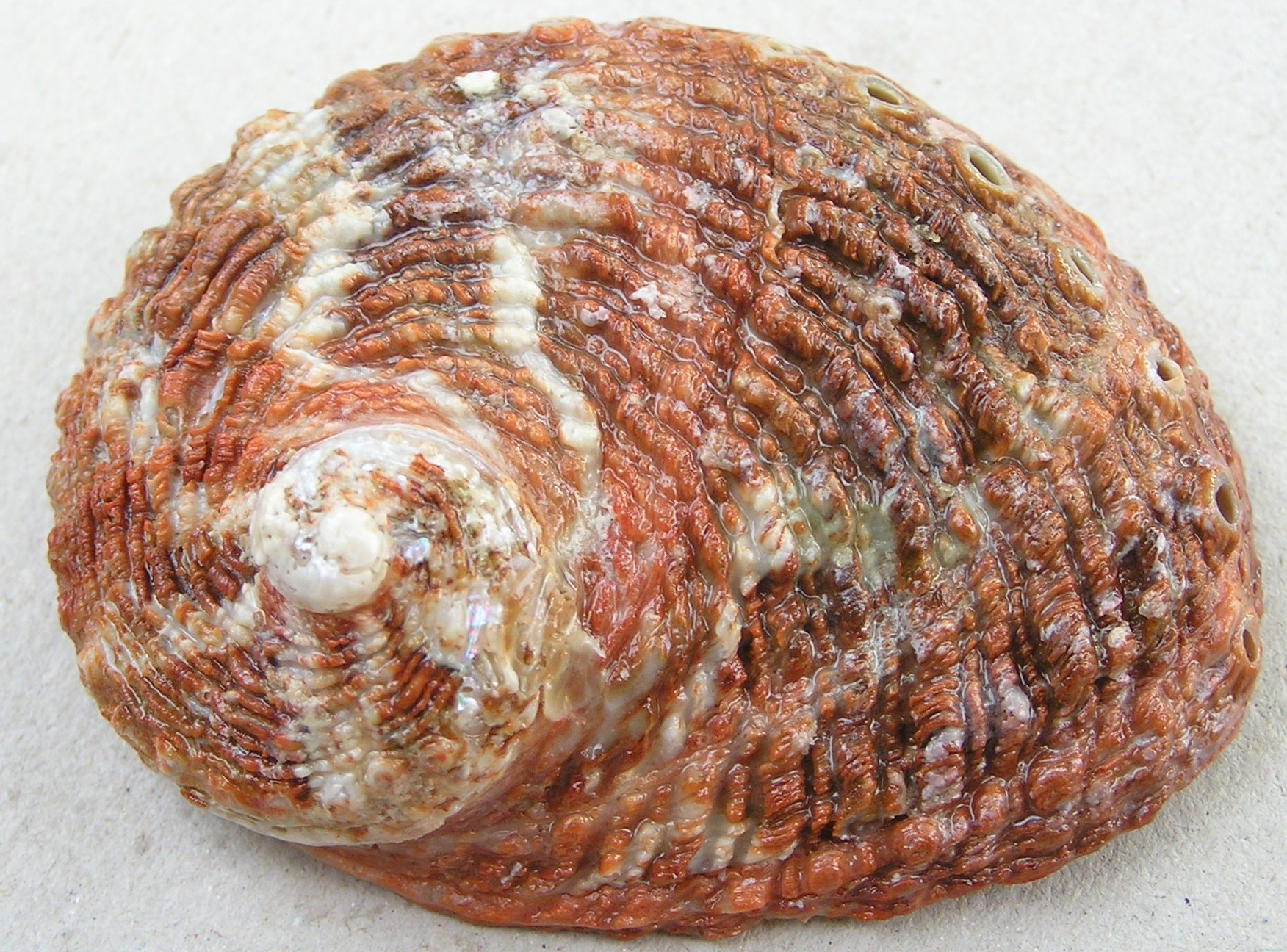
Haliotis roei
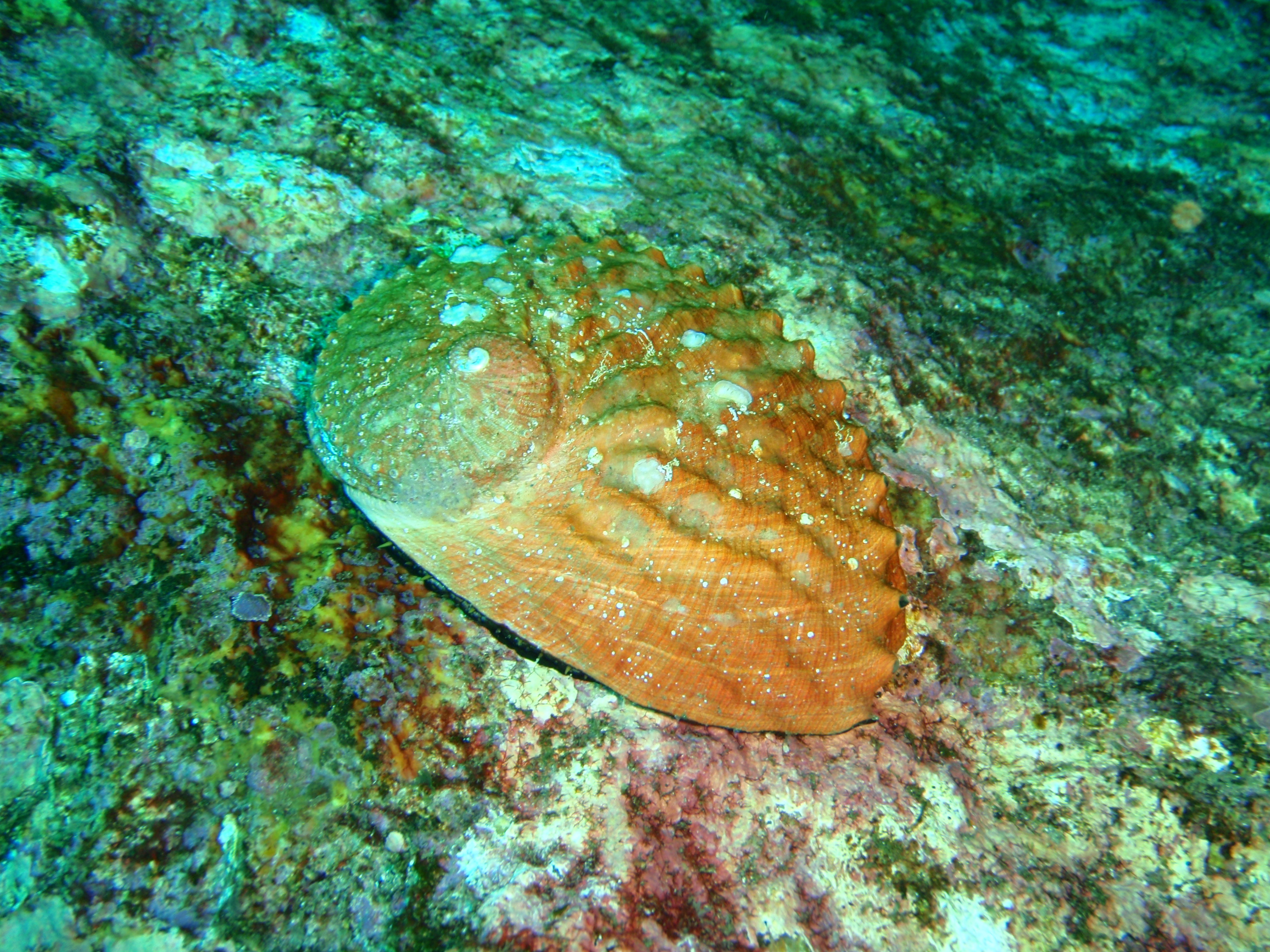
Haliotis rubra
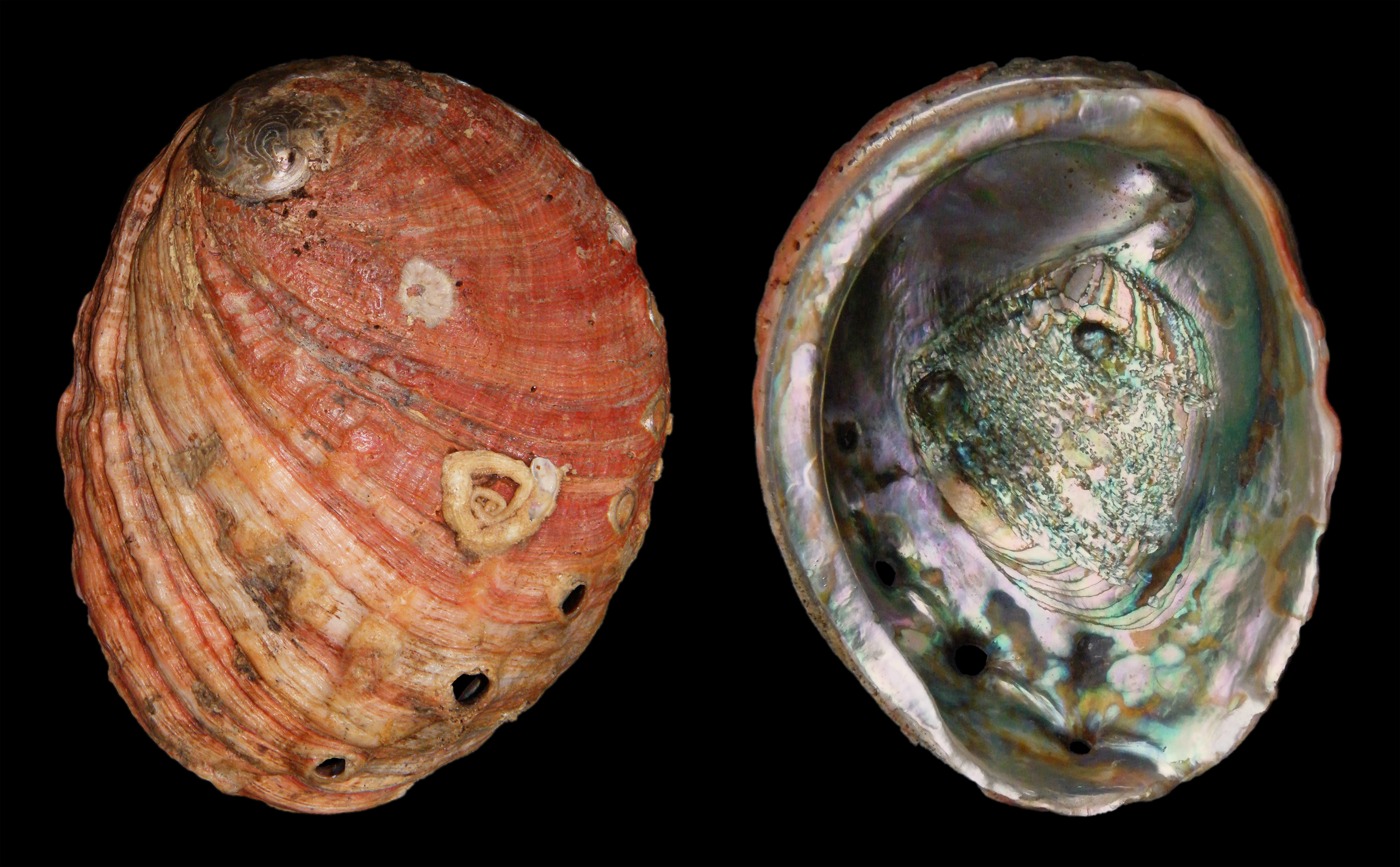
Haliotis rufescens
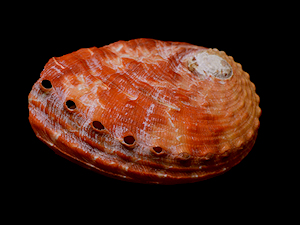
Haliotis rugosa
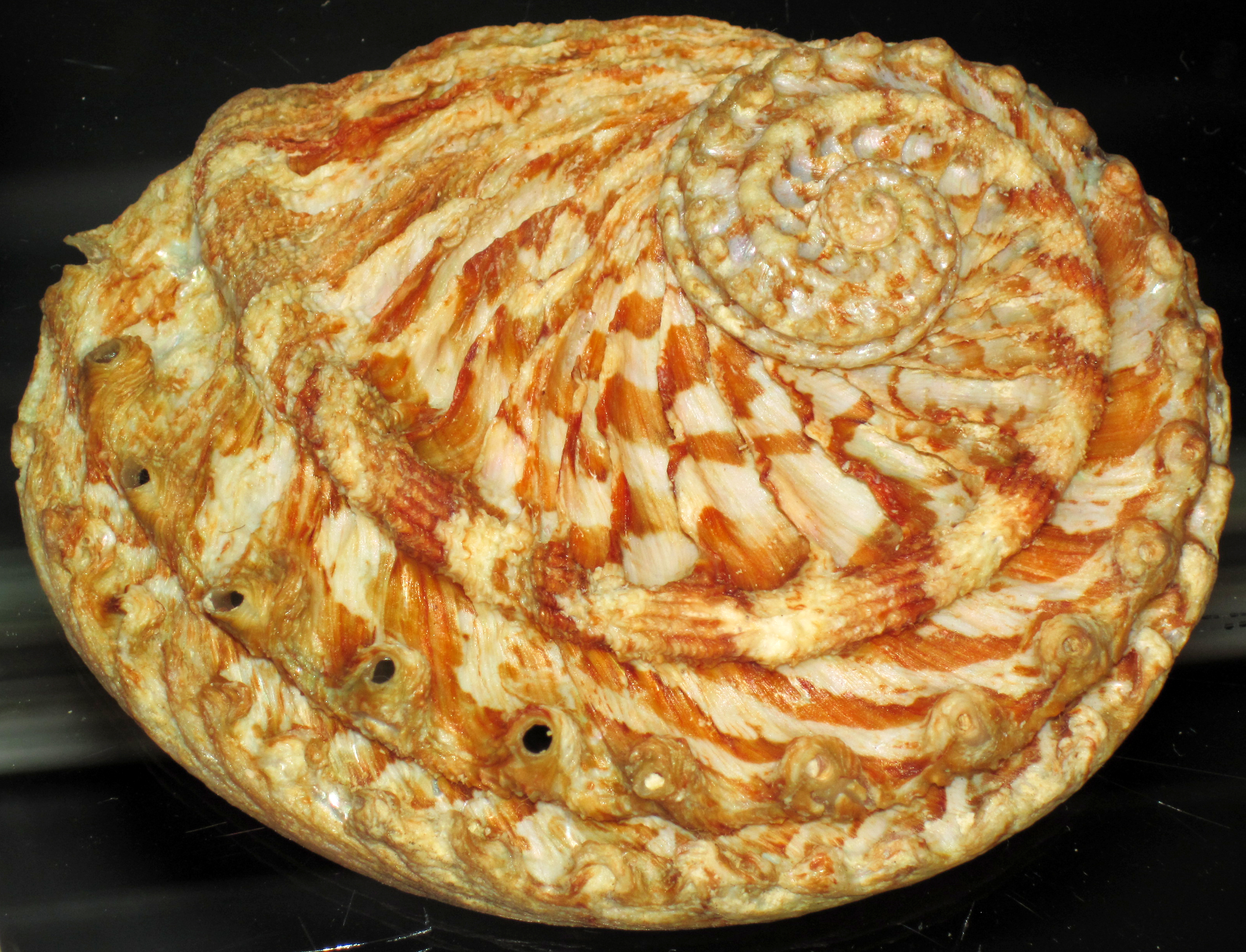
Haliotis scalaris
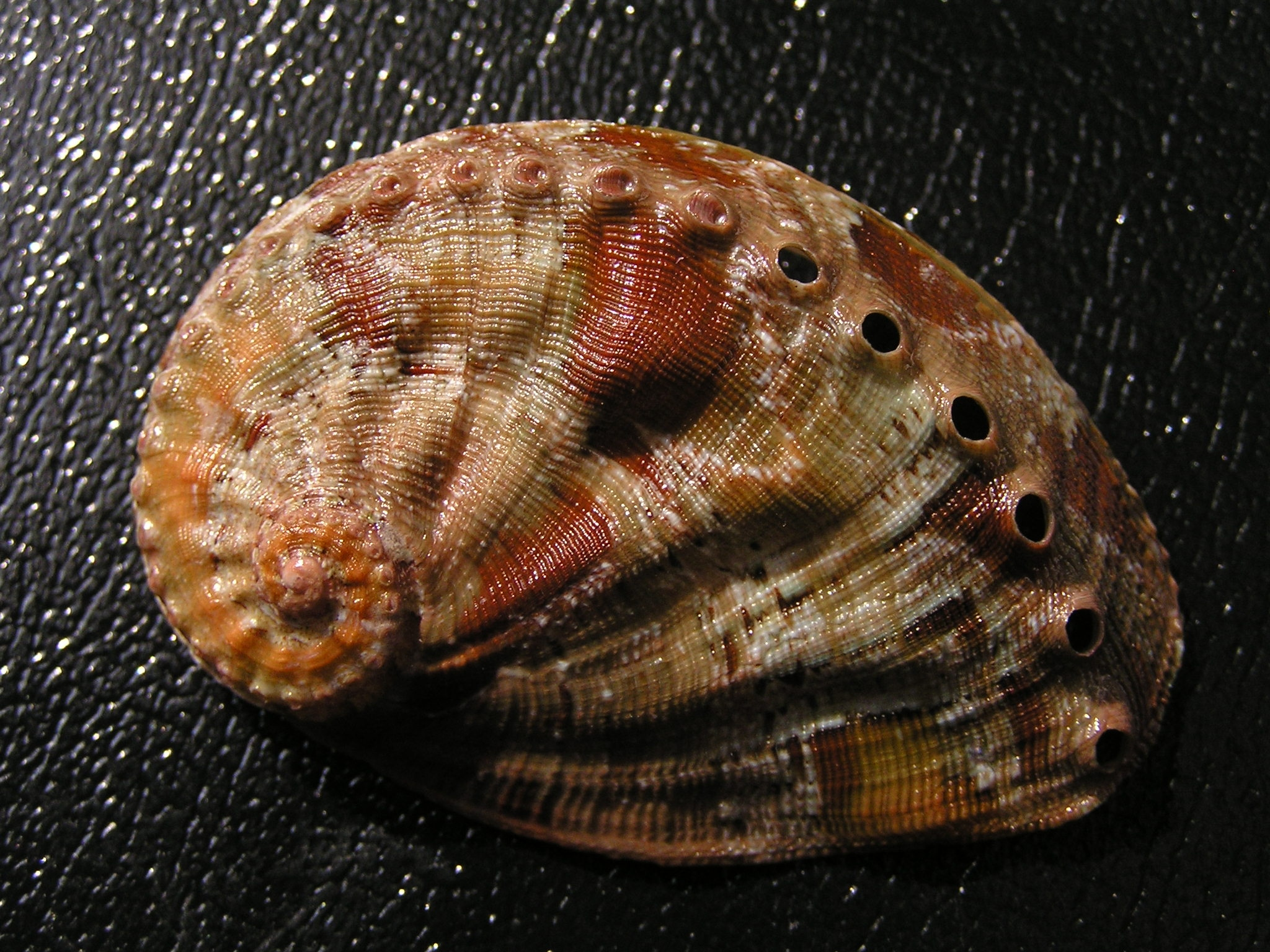
Haliotis semiplicata
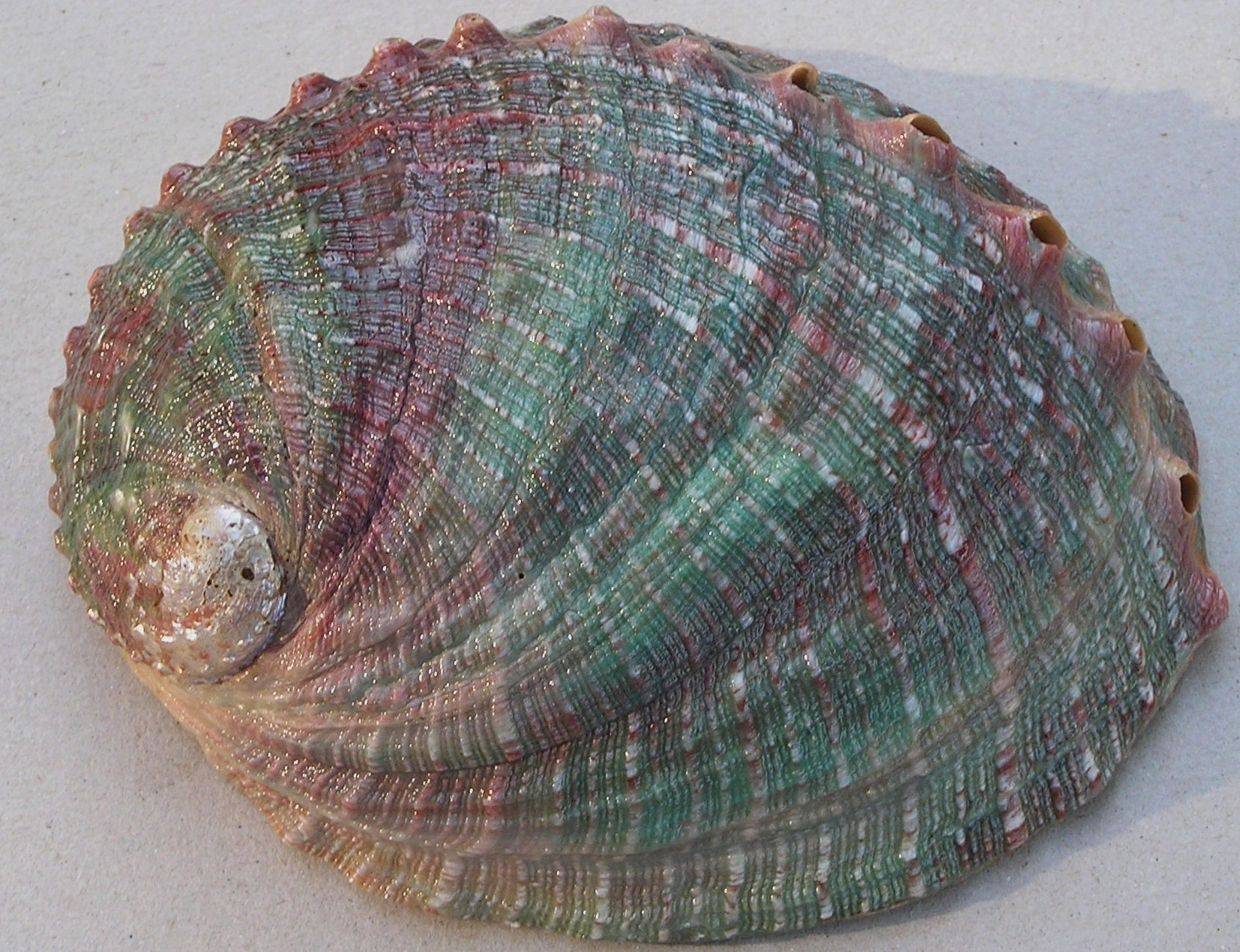
Haliotis sorenseni
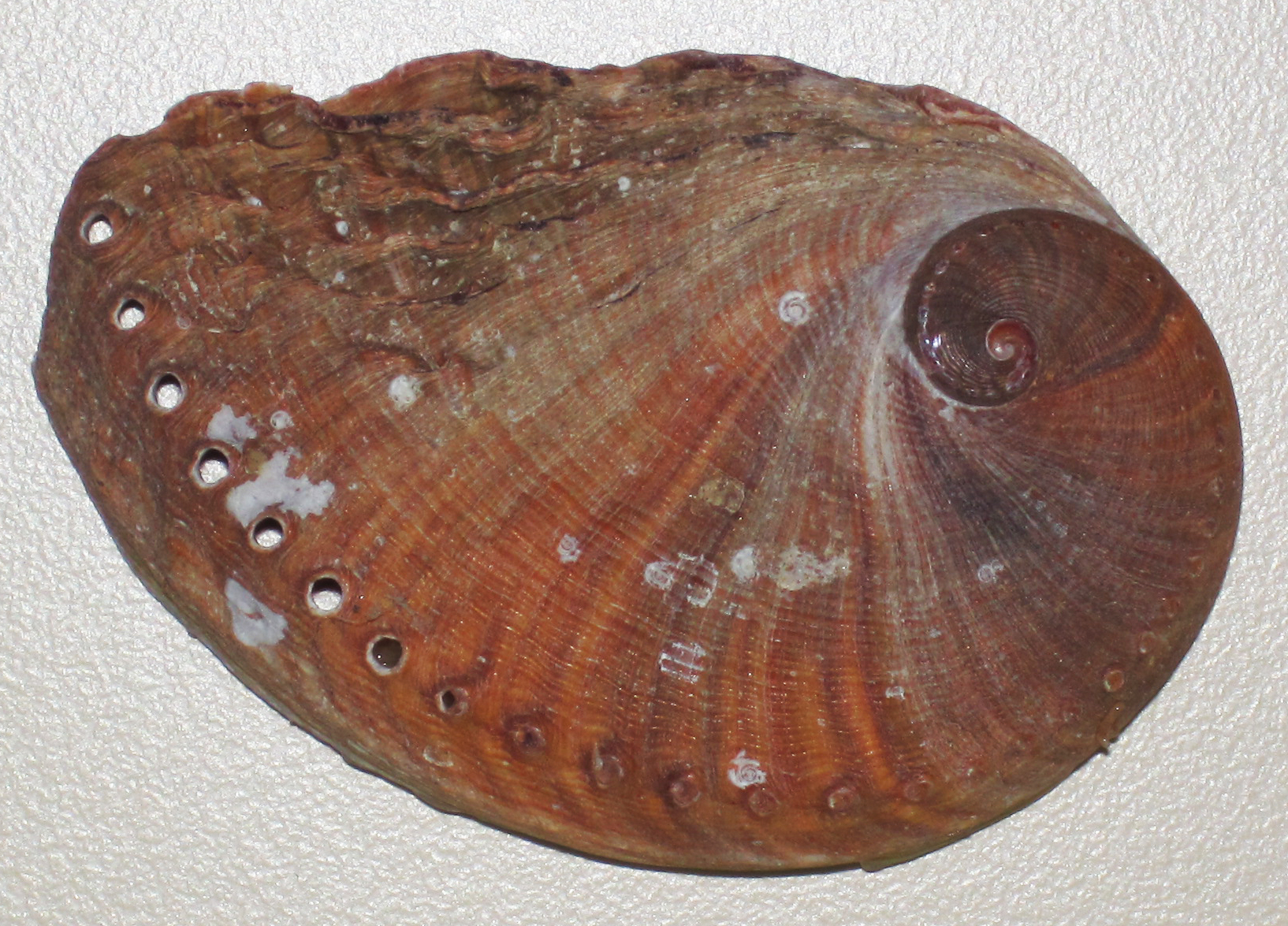
Haliotis spadicea
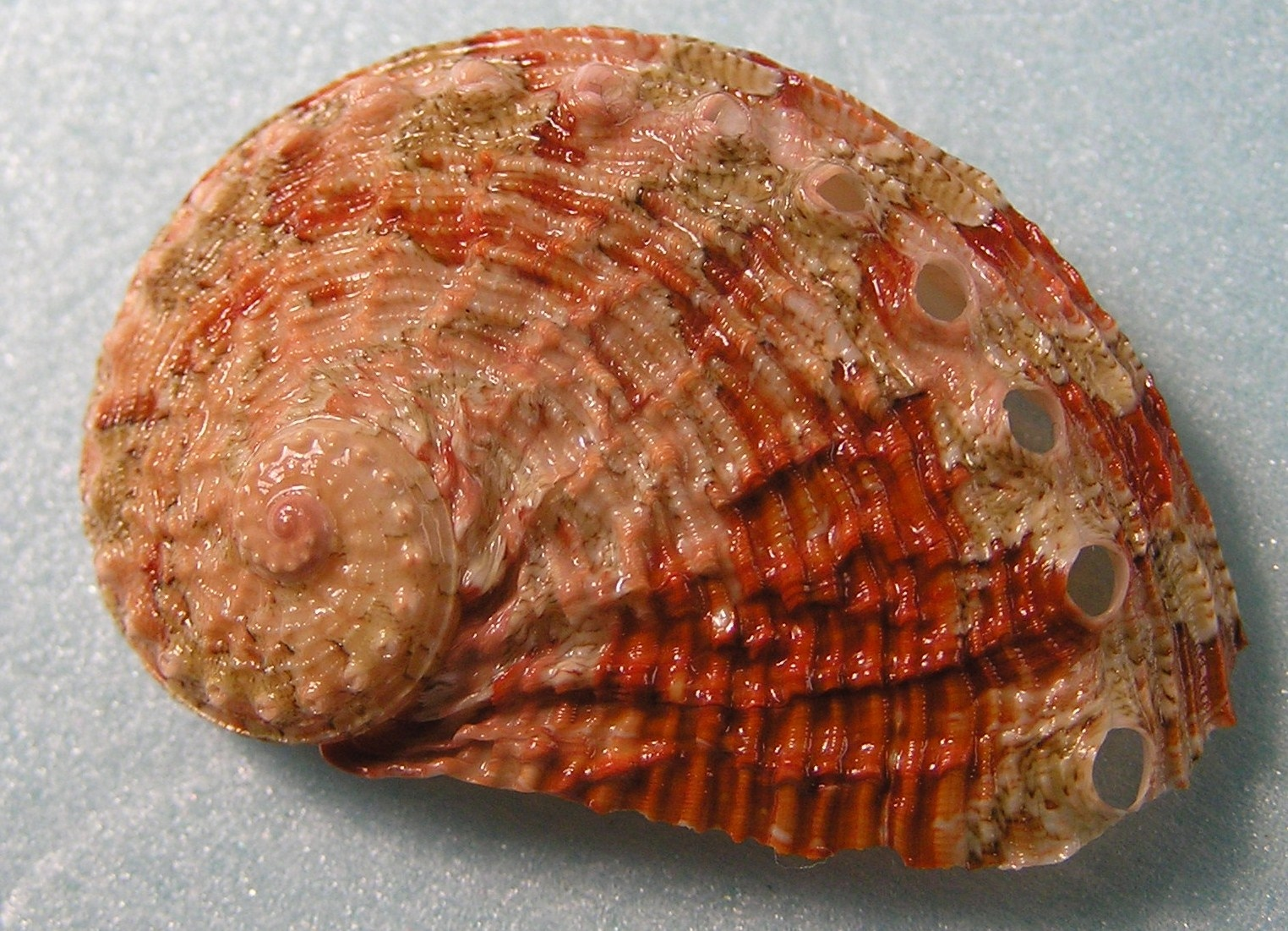
Haliotis squamosa
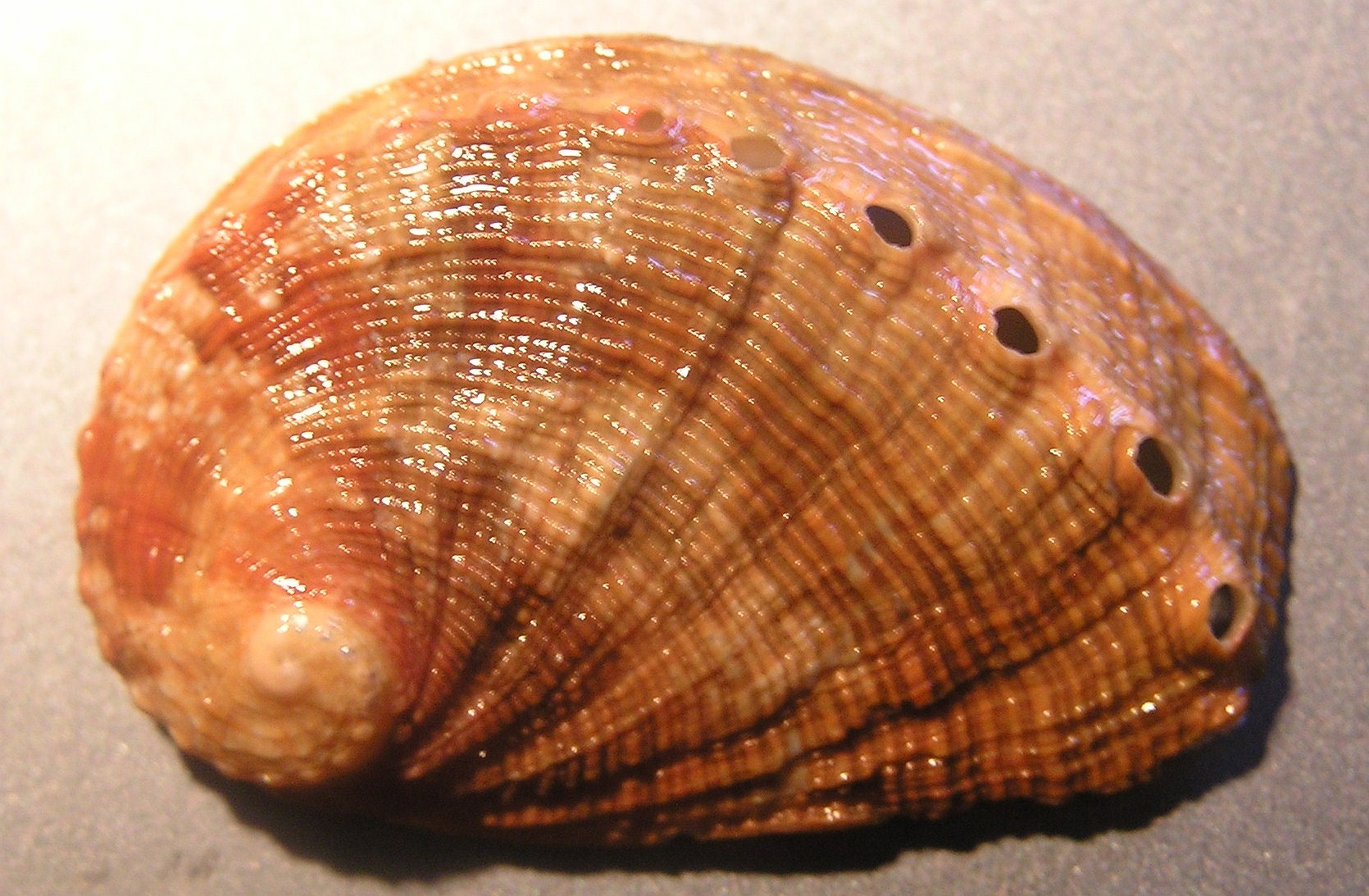
Haliotis stomatiaeformis
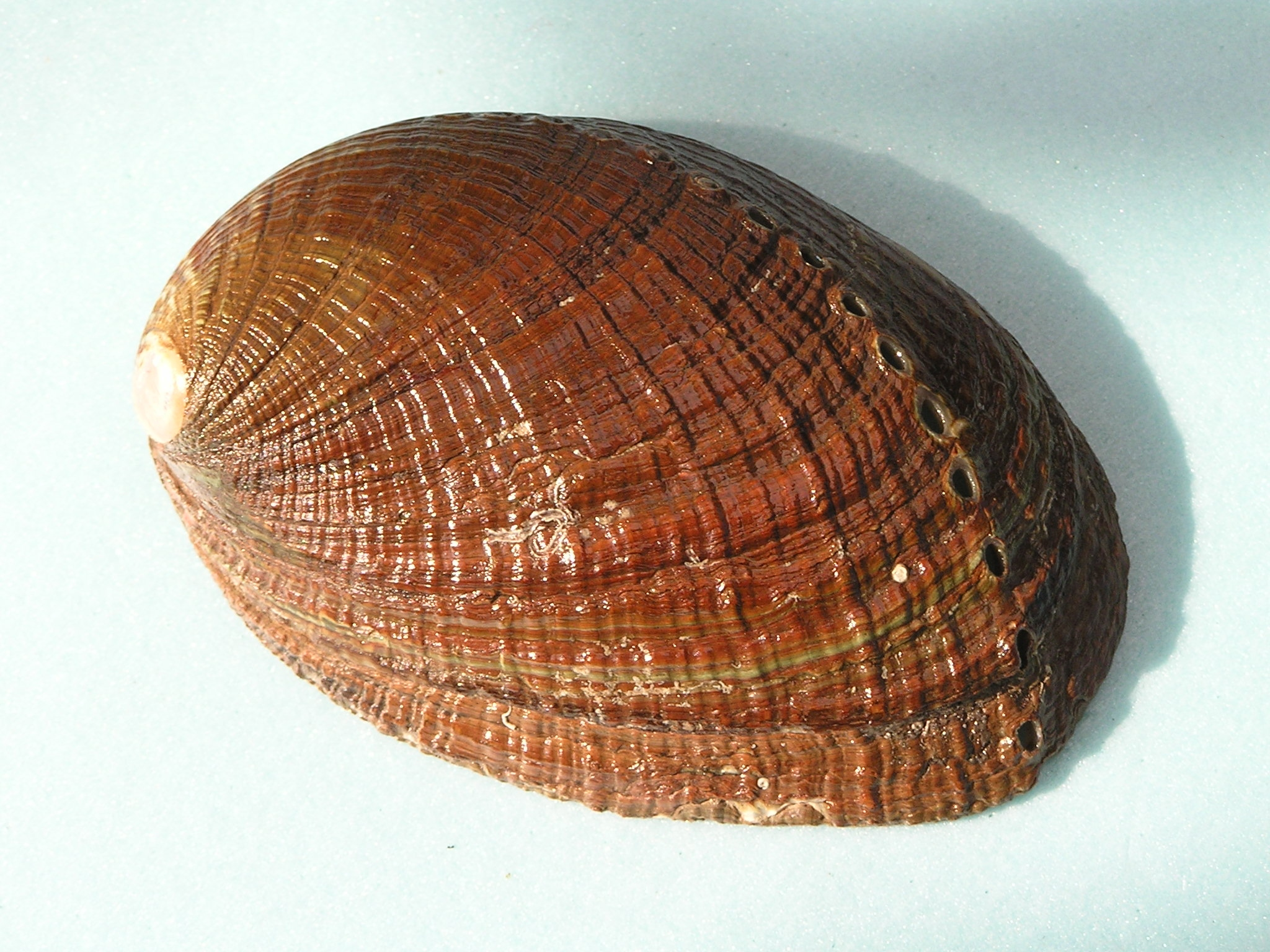
Haliotis supertexta
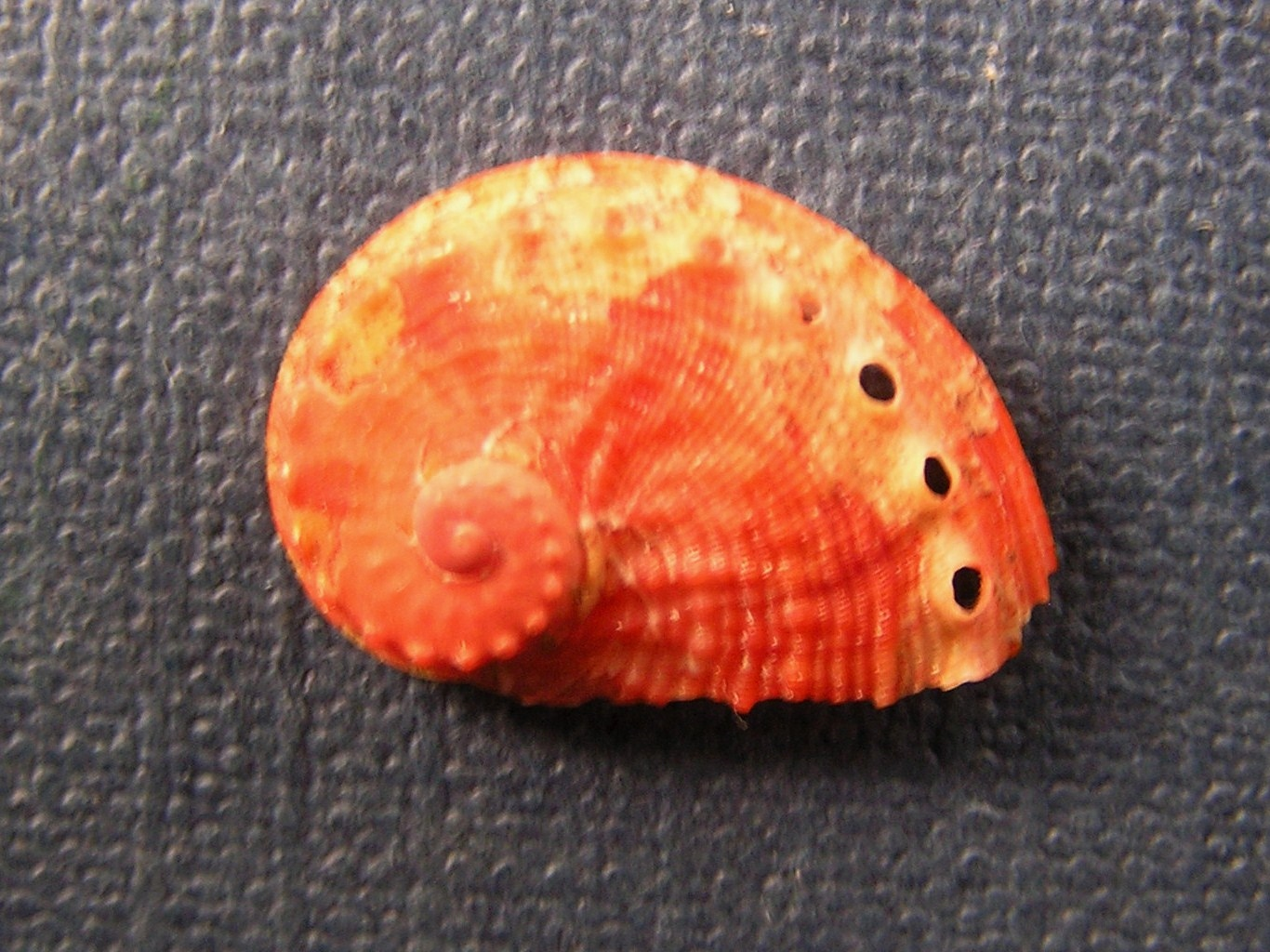
Haliotis thailandis
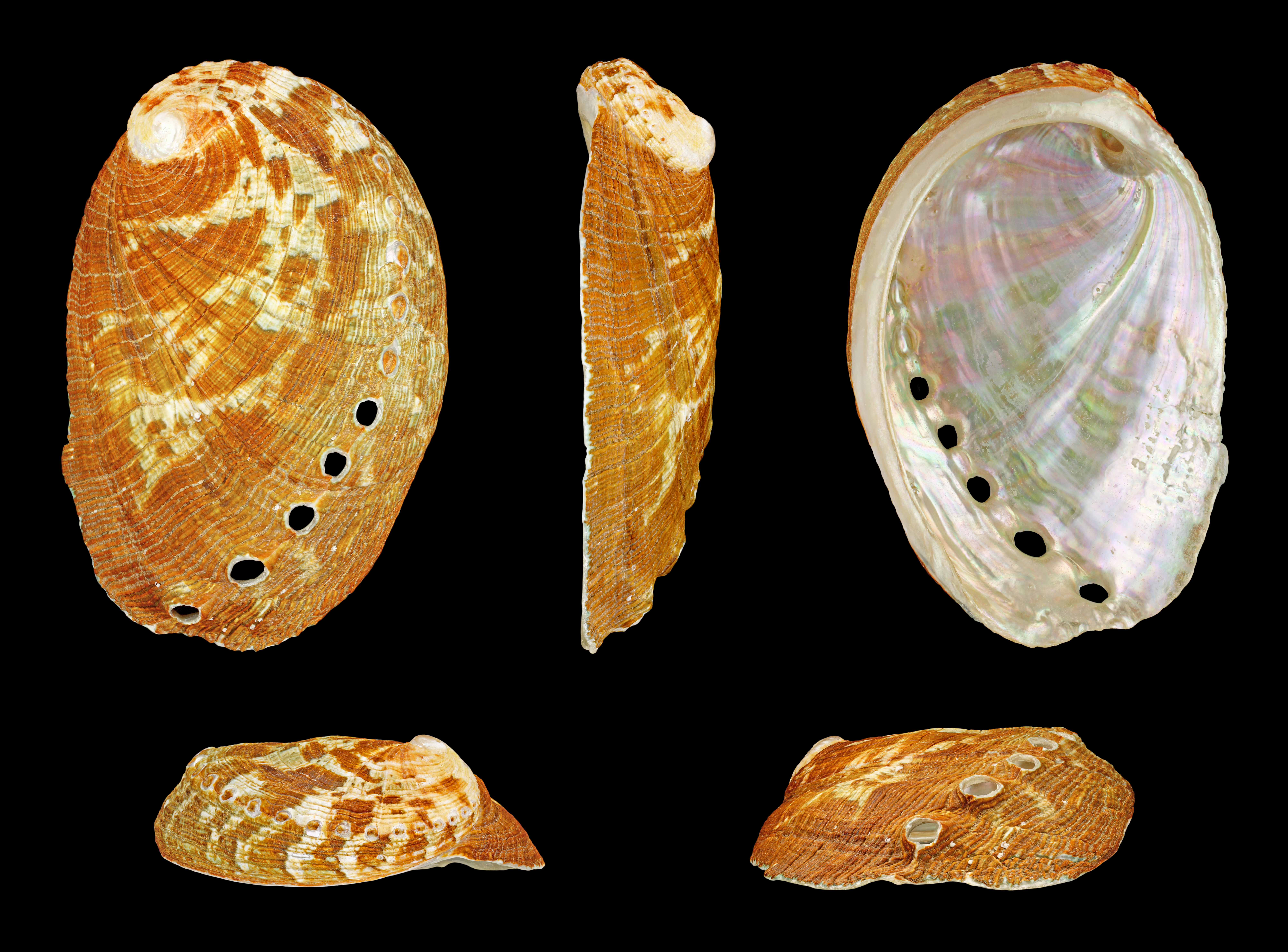
Haliotis tuberculata
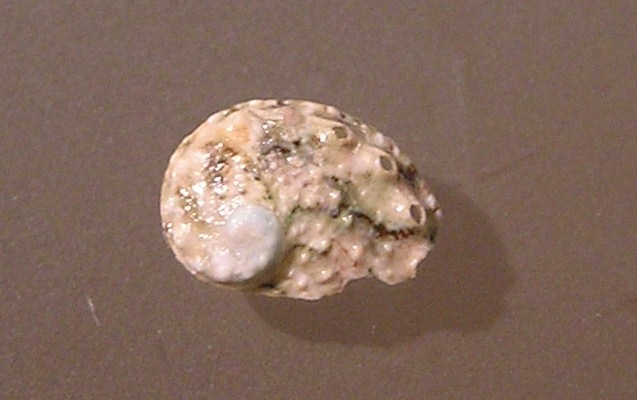
Haliotis unilateralis
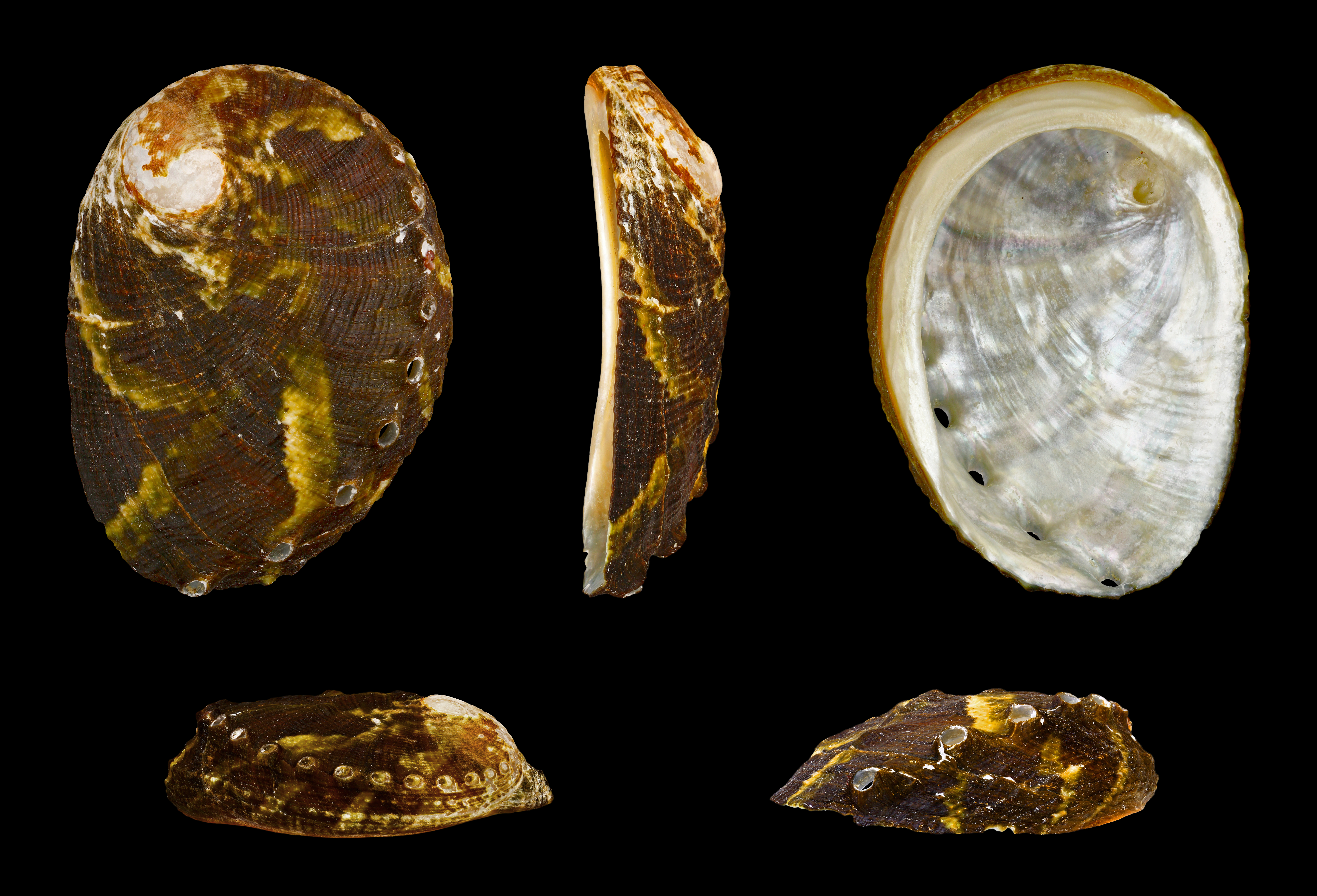
Haliotis varia
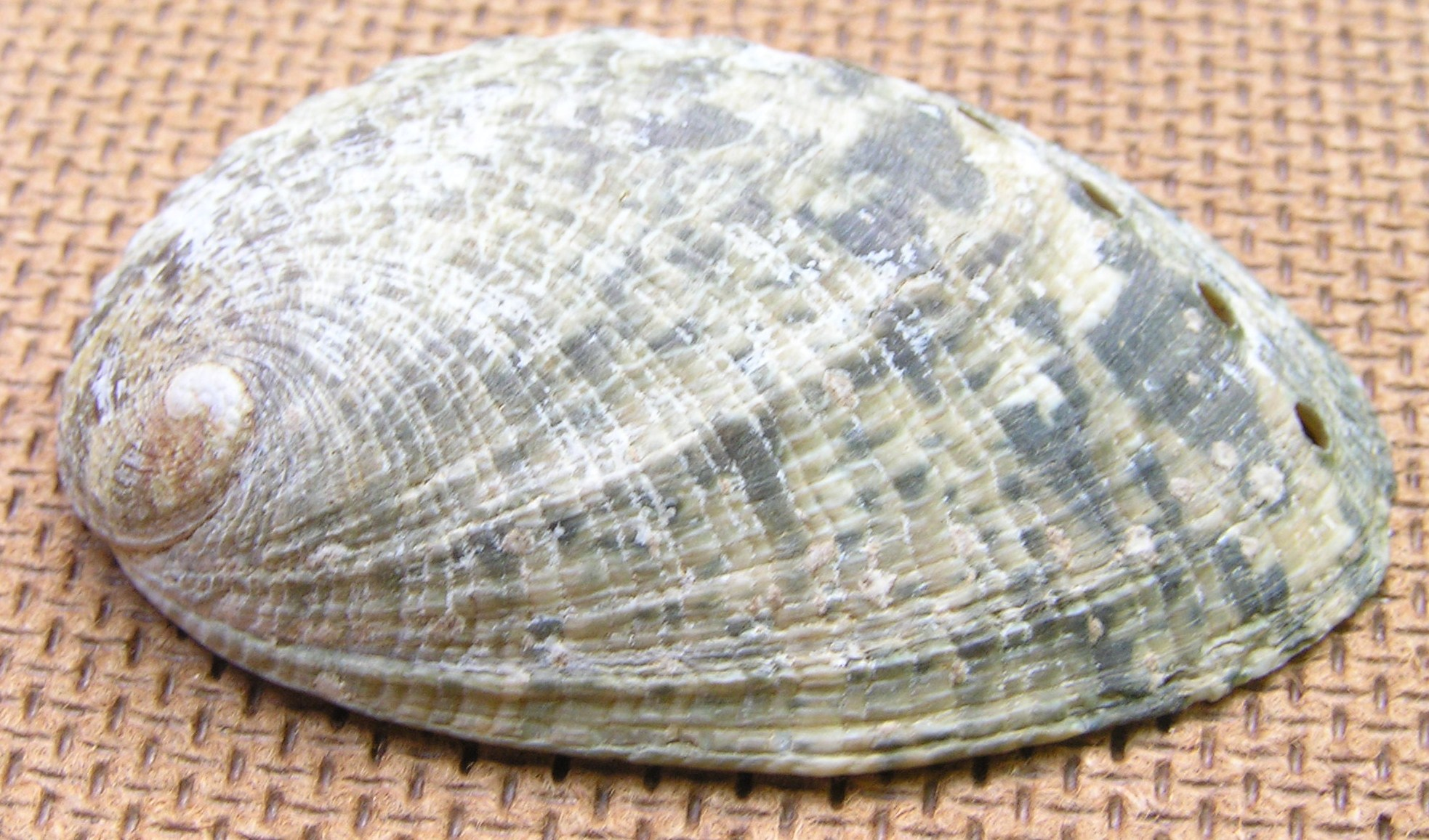
Haliotis virginea
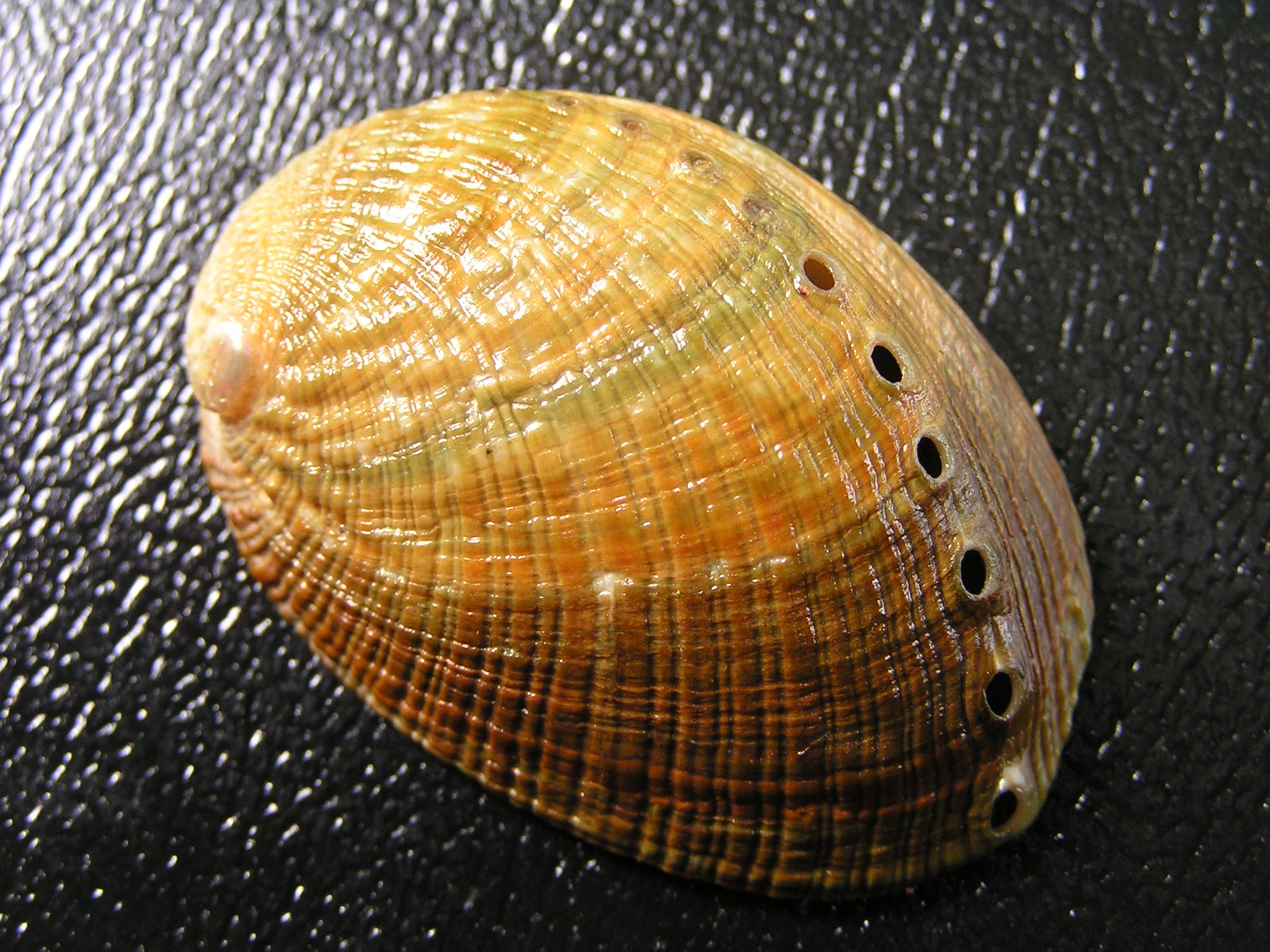
Haliotis walallensis